# Camerino Farnèse
Le Camerino Farnèse (également connu sous le nom de Camerino di Ercole ou Camerino del Cardinale) est une salle du palais Farnèse à Rome, sur la rive gauche du Tibre, dont la voûte a été décorée de fresques par Annibale Carracci, entre 1595 et 1597.
Au centre du plafond se trouvait une toile (de la même date) représentant Le Choix d'Hercule, de la main d'Annibale lui-même, partie (et point d'appui) du programme iconographique de toute la salle. La peinture centrale originale a été remplacée, dès le XVIIe siècle, par une copie de mauvaise qualité (alors que l'original se trouve au musée de Capodimonte, à Naples).

## Histoire

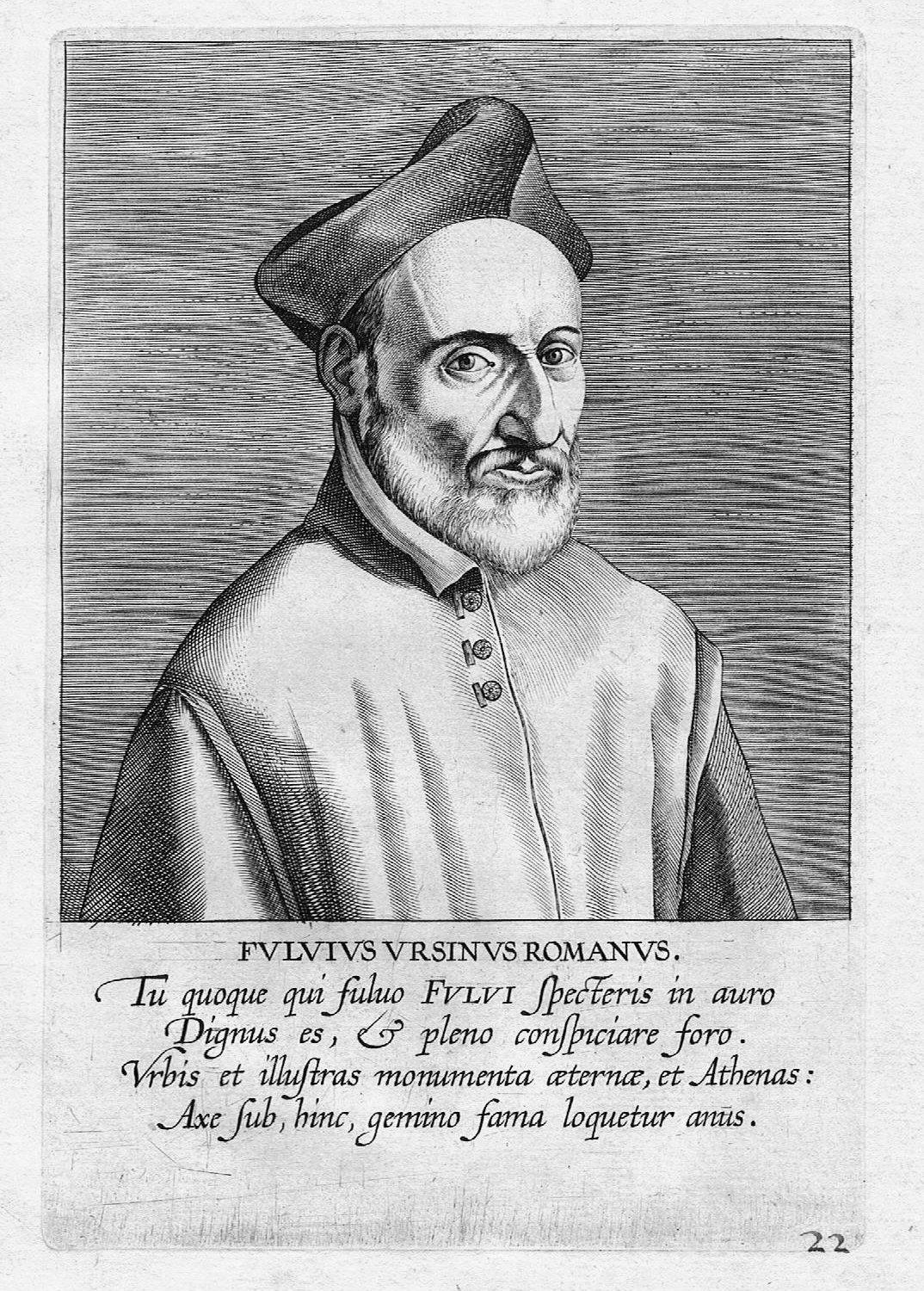
Fulvio Orsini.

Situé au rez-de-chaussée du palais, le Camerino est une petite pièce à l'époque à usage personnel du cardinal Édouard Farnèse, servant de bureau ou de chambre à coucher. Peint à fresque par Annibale Carraci, il est conçu comme une présentation du cardinal Édouard Farnèse lui-même, célébrant son ascension dans la carrière ecclésiastique parallèle à celle de son frère, Ranuce Ier Farnèse, en politique.

Des études datent la décoration de cette salle entre 1595 et 1597 ; cette datation est prouvée - ainsi que par des considérations stylistiques - également par des lettres d'Édouard Farnèse (d'août 1595) adressées à Fulvio Orsini, un savant humaniste qui est également au service du cardinal en tant que bibliothécaire et dans les faits, l'homme de culture de la famille Farnèse, héritier dans ce rôle d'Annibal Caro.

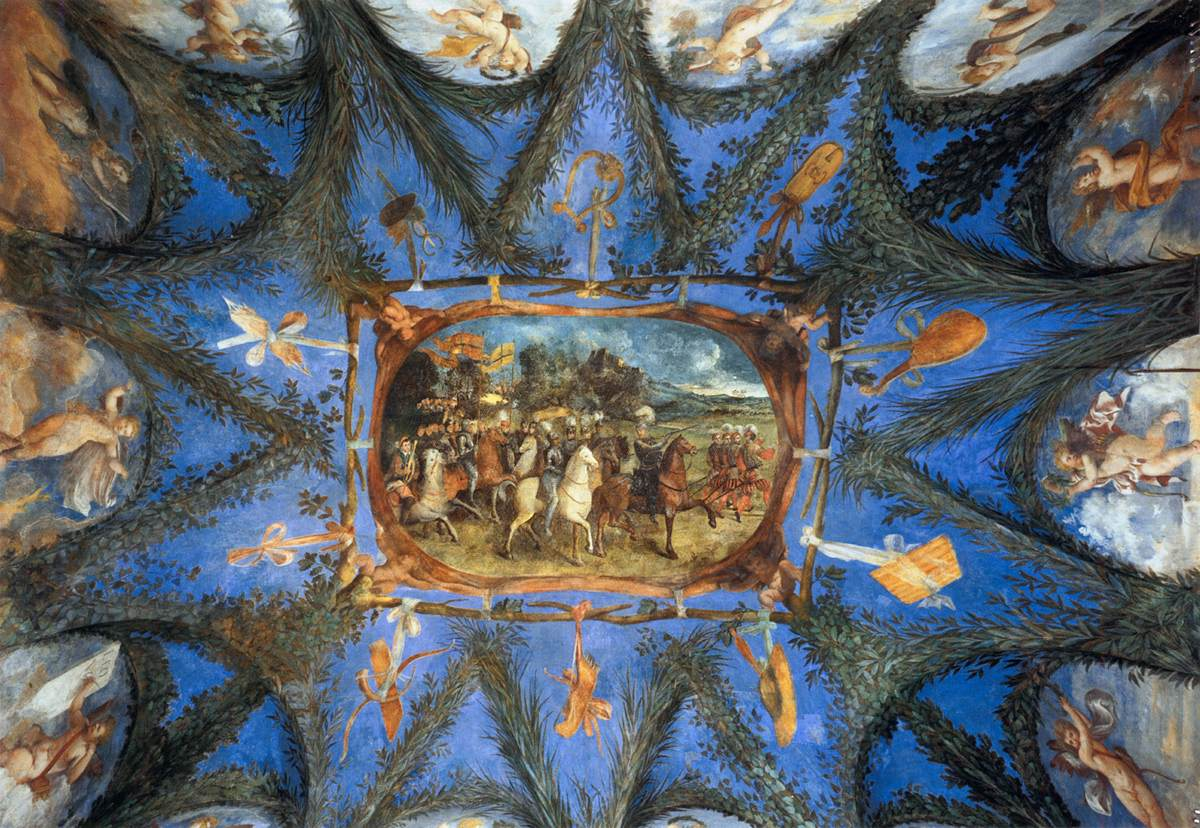
Dosso Dossi, Salle des Cariatides, 1530, Pesaro, Villa Impériale.

Dans ces lettres, Édouard donne des indications sur la décoration d'une pièce de son palais, décoration que la teneur de la correspondance montre comme déjà en cours , exprimant notamment le désir que pour les stucs de cette pièce, soient pris à titre d'exemple ceux d'une pièce qu'il a visité quelque temps auparavant, dans une résidence des Della Rovere, ducs de Pesaro et d'Urbino, où il a été hébergé. Cet endroit, selon certains érudits, pourrait être identifié à la Salle des Cariatides, par Dosso Dossi, dans la Villa Imperiale de Pesaro. Il s’agit d’une supposition qui, bien qu’ayant reçu un certain soutien, n’est pas à l’abri des critiques. Il a été constaté, en effet, que la salle décorée de fresques par Dosso semble peu correspondre à la description de la salle en chêne décrite dans la correspondance Farnèse-Orsini. Il a été suggéré qu'Édouard Farnèse fait référence à une pièce du palais ducal d'Urbin qui n’existe plus ou, enfin, qu’il a en tête le studiolo de Guidobaldo II della Rovere dans le palais ducal de Pesaro, où il y a des stucs du sculpteur Federico Brandani.

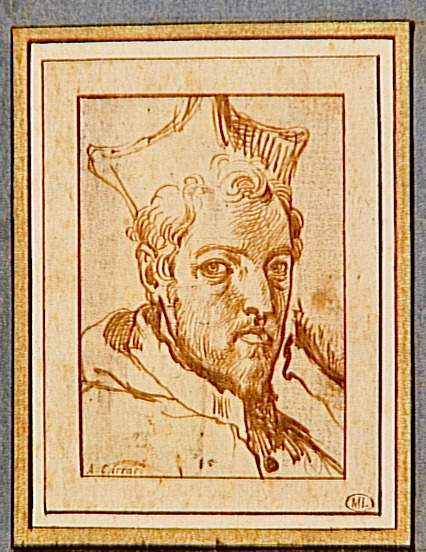
Annibale ou Agostino Carracci, étude pour un portrait d'Édouard Farnèse.

Ces lettres ont été unanimement rapprochées du Camerino Farnèse, déduisant ainsi avec certitude la date de début de la décoration, précisément l'été 1595. Une autre déduction unanimement admise est que le créateur de l'iconographie des fresques de cette salle est Orsini lui-même et non, contrairement à ce qu'affirme Giovanni Pietro Bellori, Giovanni Battista Agucchi.
L'attribution à Fulvio Orsini de l'invention iconographique du Camerino serait également prouvée par le fait que l'on peut voir dans les fresques d'Annibale, la citation de plusieurs trouvailles de la collection d'antiquités de l'humaniste, une des plus importantes de son temps : médailles, pierres précieuses, pièces de monnaie. Le créateur de l’iconographie du Camerino Farnèse est Fulvio Orsini dans les études de l'historien canadien John Rupert Martin, thèses qui n’ont pas été remises en question par la suite.
Une seule position critique, sans mettre en doute que la paternité du cycle appartient à Orsini, a cependant objecté que la correspondance de 1595 ne peut se référer au Camerino : en effet, que dans ses lettres, Édouard Farnèse semble se référer à de vrais stucs, qui n'existent pas dans le Camerino, excepté les moulures peu significatives qui partagent la voûte. Le cardinal Farnese fait référence à des stucs qui simulent le feuillage : il est donc exclu qu’il puisse se référer aux moulures, et non à de faux stucs peints, qui abondent et auxquels, en général, on pense qu'il s'agit de ceux dont il est fait allusion dans la lettre. Toujours dans le même sens, on note également que la présence d'Annibale à Bologne est encore documentée au début du mois de juillet 1595, date jugée trop proche de celle des lettres d'Édouard Farnèse à Orsini, où, le mois suivant, il parle de travaux déjà commencés.

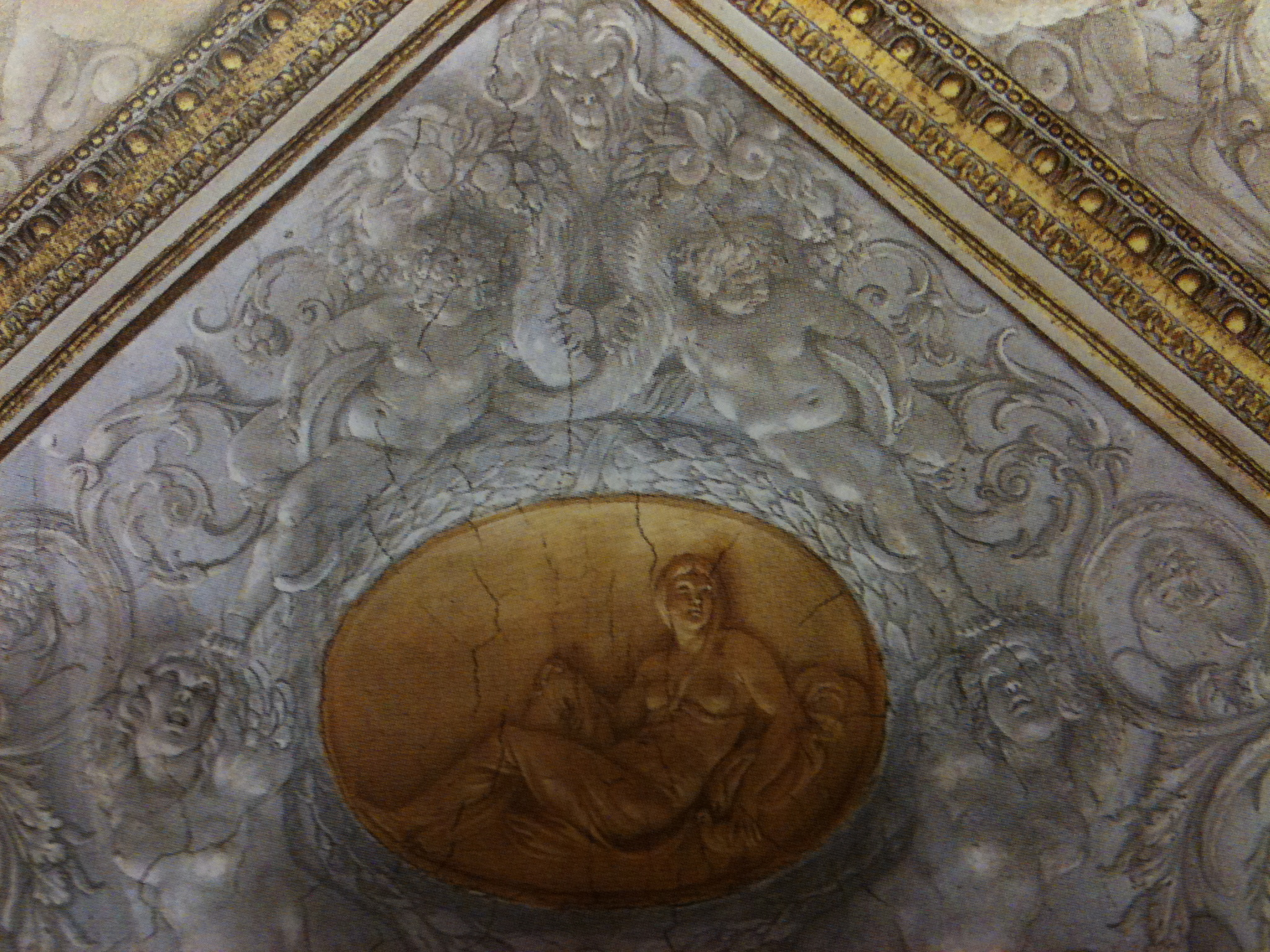
Détail des stucs illusionnistes.

Niant, sur cette base, que les lettres entre Farnèse et Orsini soient la preuve de la datation du début des travaux dans le Camerino, cette position, en plus d'une reconsidération stylistique des fresques, jette le doute sur la datation traditionnelle entre 1595 et 1597, en suggérant une datation plus tardive et en concluant que le Camerino a été peint à fresque lors de l'exécution des célèbres fresques de la galerie Farnèse, réalisées par Annibale dans le même palais, lors d'une pause dans les travaux de cet autre chantier. Cependant, il semble que ce soit une hypothèse encore isolée et parfois fortement critiquée : on objecte en particulier à cette nouvelle hypothèse que même si le cardinal Farnèse a initialement en tête quelques stucs en relief, rien n'exclut que le programme du Camerino ait changé au cours de sa réalisation. C’est l’opinion défendue par Donald Posner.
D'autre part, le fait qu'en juillet Annibale soit à Bologne n'empêche pas en soi qu'en août, il puisse déjà être à Rome, travaillant dans l'appartement privé du cardinal. Enfin, il convient de noter que, si l'on exclut que l'échange de lettres d'août 1595 concerne le Camerino, il faut alors identifier à quelle pièce du palais Farnèse se réfèrent les lettres entre le cardinal Farnèse et Fulvio Orsini, c'est-à-dire qu'il faut trouver une pièce du palais, décorée de stucs et de fresques, exécutée en 1595, qui n'est pas le Camerino du Cardinal : aucune pièce du palais Farnèse ne semble présenter ces caractéristiques.
Une autre hypothèse courante - à partir notamment des analyses de John Rupert Martin, toujours considérées comme les principales contributions sur le Camerino Farnèse - est qu'Annibale Carracci a personnellement procédé à la réalisation complète des fresques, sans recourir à des aides et surtout sans l'appui de son frère Agostino, qui ne le rejoindra à Rome que quelques années plus tard pour l'assister dans les travaux de la Galerie. Sur ce point, cependant, certaines sources témoignent différemment : Carlo Cesare Malvasia, en particulier, affirme expressément que Agostino Carracci a également contribué aux peintures du Camerino et la même chose semble pouvoir être déduite d’un passage des écrits de Giovanni Battista Agucchi. La présence d’Agostino dans le Camerino est aussi évoquée par Roberto Longhi, mais, dans le sillage de John Rupert Martin, les principaux chercheurs sur Annibale Carracci - Donald Posner et Charles Dempsey pour citer les plus connus - ont exclu l’intervention, sur ce chantier, de son frère aîné. Sur ce point également, Silvia Ginzburg a proposé en dernier lieu une reconstruction alternative en soutenant qu’Agostino Carracci a participé à cette entreprise au palais Farnese certainement à travers la réalisation de quelques études préparatoires pour les fresques et peut-être même en exécutant personnellement certaines d'entre elles.
Les fresques du Camerino Farnèse sont citées par tous les biographes d'Annibale du XVIIe siècle : Giovanni Battista Agucchi, Giulio Mancini, Giovanni Baglione, Carlo Cesare Malvasia et Giovanni Pietro Bellori. Dans plusieurs de ces sources on peut lire des éloges particuliers pour la beauté et le succès de l'effet illusionniste des faux stucs « si beaux qu'ils semblent des reliefs » (Baglione, Vite ). Bellori, en particulier, dans ses Vies (1672), décrit en profondeur le cycle du Camerino (c'est la source la plus complète du XVIIe siècle), expliquant également son allégorie morale.
Presque ignoré à l'heure actuelle, le Camerino fut très apprécié pendant tout le XVIIe siècle alors que le XXe siècle n'en considéra que l'iconographie en négligeant ses aspects stylistiques et techniques, entrainant une grande négligence et une absence de restauration qui en compromit définitivement l'état de conservation.

## Programme thématique et iconographique

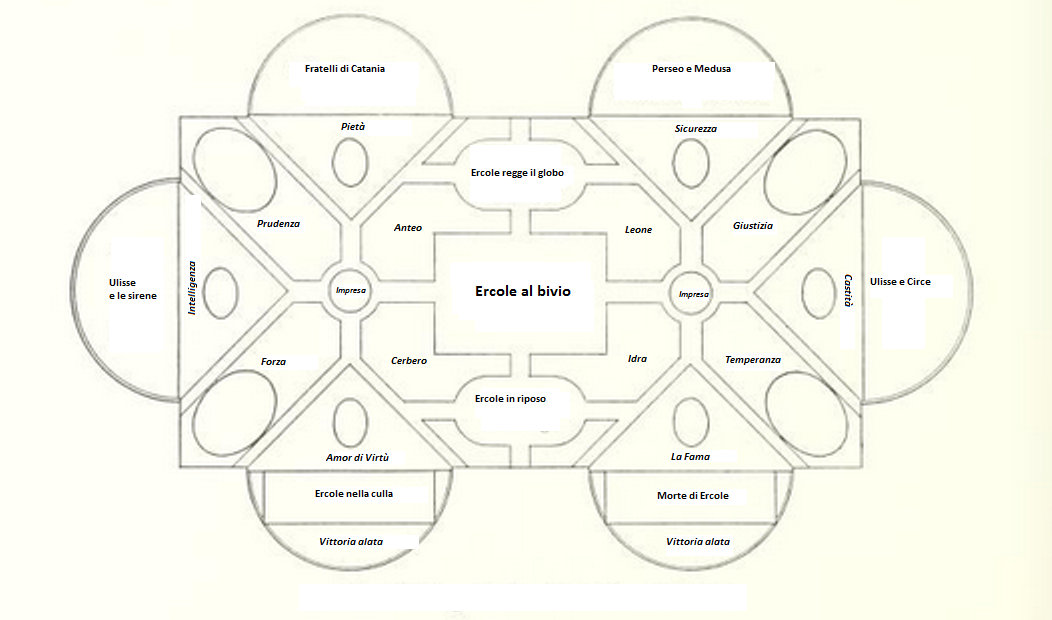
Schéma des fresques du Camerino Farnese.

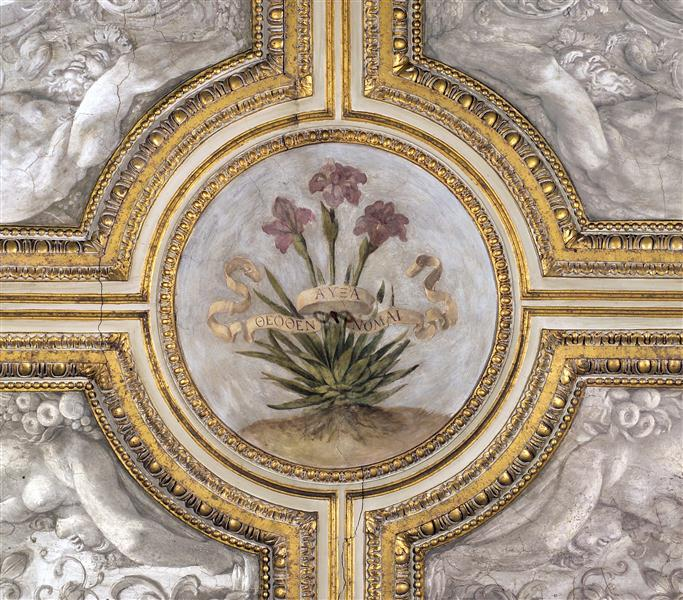
L'Exploit d'Odoardo Farnèse.

Le thème du Camerino est la célébration de la suprématie de la vertu sur le vice. L’interprétation iconographique du cycle du Camerino résumée ici, a été fournie par John Rupert Martin dans deux études de 1956 et 1965. Les conclusions de l’historien canadien font toujours l’objet d’un consensus unanime.
Au centre de la voûte, le jeune Hercule est invité à choisir entre la vertu et le vice. Les deux autres grandes scènes avec Hercule comme protagoniste (les fresques « au-dessus » et « au-dessous » de la toile centrale), Hercule tenant le globe et Hercule au repos, placés en carrés arrondis aux extrémités, illustrent les deux domaines fondamentaux de l'existence dans lesquels exercer la vertu : la vie contemplative et la vie active, deux aspects de la vie qu'un jeune cardinal, rejeton d'une famille puissante comme Édouard Farnèse, doit pratiquer.
Les histoires d'Hercule se poursuivent dans la décoration en faux stuc. Dans les quatre compartiments de forme irrégulière, soulignés par la moulure en stuc, qui renferment l'Hercule à la croisée des chemins, quatre des travaux fatidiques du héros sont représentés en monochrome, parmi les grappes du décor illusionniste. Des histoires d'Hercule apparaissent encore (toujours en monochrome) dans les conques des deux fenêtres de la pièce : Hercule enfant dans le berceau étranglant les serpents et La mort et l'apothéose d'Hercule, le début et la fin du cycle du héros.
Le rôle principal d'Hercule dans les histoires du Camerino a été associé à divers poèmes qui identifient le très jeune Édouard avec un nouvel Hercule, destiné à égaler dans le chemin de la foi (et dans une carrière ecclésiastique rapide) les gloires que son illustre père Alexandre avait gagné sur les champs de bataille de Flandre.
Parmi les écrits, ceux de Giovanni Savorgnan et du Padouan Antonio Querenghi sont éloquents et figurent très probablement parmi les sources d'inspiration du programme iconographique du Camerino. Hercule, à qui une grande partie de la première grande aventure romaine d'Annibale est dédiée, est donc Édouard Farnèse lui-même, et les fresques sont à la fois une attestation de la rectitude morale du cardinal et un avertissement à lui-même sur les graves malheurs qui entraînent l'abandon du droit chemin.
Outre Hercule, un autre exemple de vertu choisi pour le Camerino est Ulysse, à qui deux épisodes sont dédiés. Les deux scènes narratives restantes du programme concernent La décapitation de Méduse par Persée et l'Histoire des deux frères de Catane (Anfinomo et Anapia), qui ont sauvé leurs parents âgés lors d'une furieuse éruption de l'Etna.
L'iconographie du Camerino comprend encore six figures allégoriques, insérées dans des ovales ambrés, à associer à autant de scènes narratives dont elles complètent le sens moral, et quatre Vertus, représentées en monochrome dans le faux stuc. Le programme se termine par L'Exploit (qui est répété deux fois) conçu par Fulvio Orsini pour Édouard Farnèse, composé de lys de couleur lilas maintenus ensemble par un ruban sur lequel apparaît l'inscription grecque ΘΕОΘΗΝ ΑΧΑΝΟΜΑΙ (« Je m'élève vers Dieu »). Édouard aurait cherché à transformer le lys en iris pour se différencier du lys florentin ou de ceux de la royauté française, comme en témoigne la représentation réaliste de la fleur réalisée par Annibale.

### Hercule à la croisée des chemins

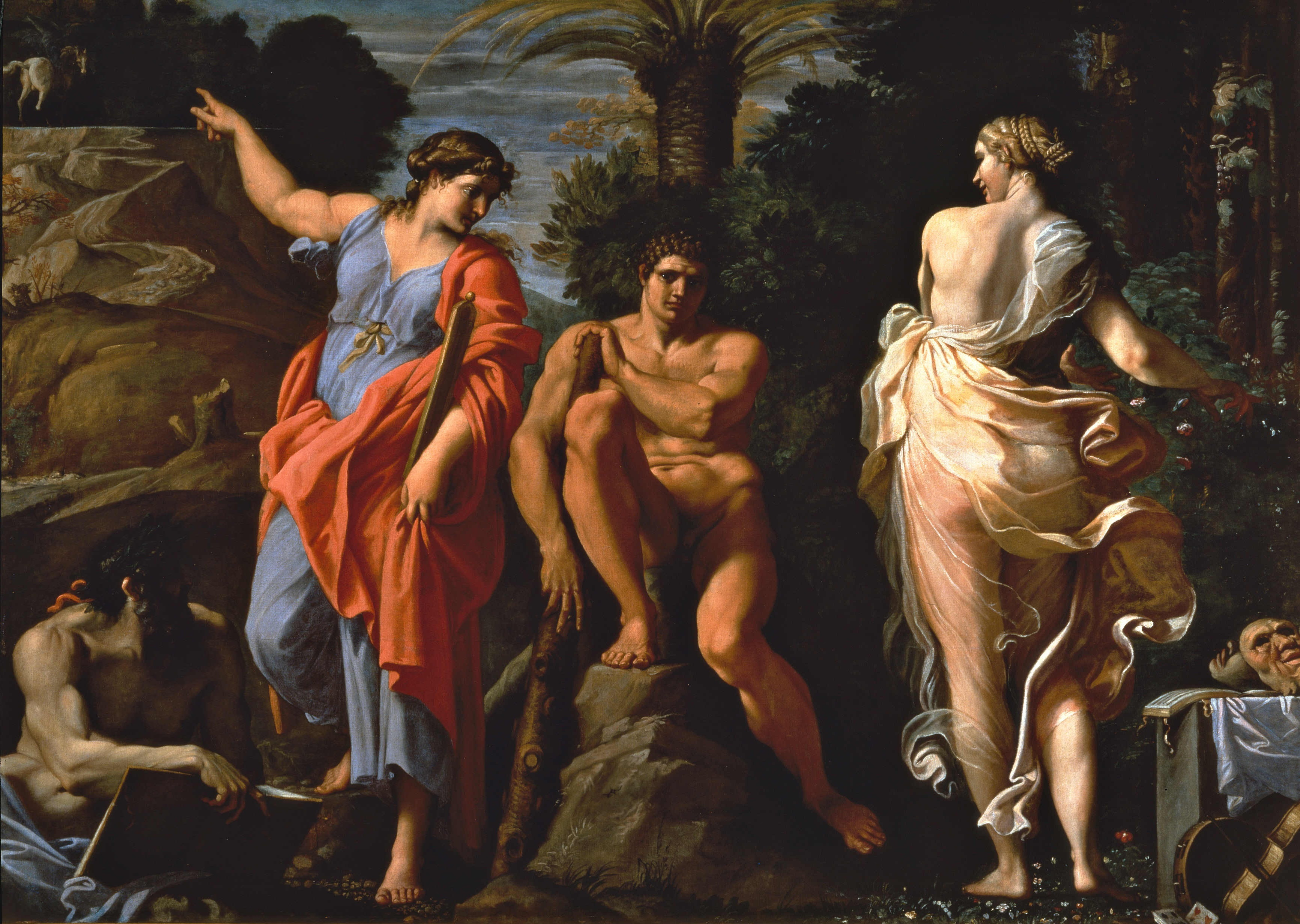
Hercule à la croisée des chemins.

La source de la peinture est une fable du philosophe grec Prodicos de Céos, qui vécut entre le Ve et le IVe siècle av. J.-C., ou serait inspiré du récit de Xénophon dans les Mémorables (II, 1) : alors qu'il est assis, se demandant s'il devait consacrer sa vie à la vertu ou au plaisir, deux femmes apparaissent à un Hercule adolescent, l'une personnifiant la Vertu et l'autre la Volupté ou le Vice.
La figure de gauche est sévèrement martiale, celle de droite onduleuse et vêtue de voiles séduisants. Chacune des deux femmes invite Hercule à suivre le chemin qu'elle incarne allégoriquement. Le jeune héros semble indécis sur la voie à suivre, mais son regard est dirigé vers la Vertu et ce sera la voie sur laquelle Hercule (c'est-à-dire Édouard) s'engagera.
Le cycle herculéen du Camerino montre les conséquences fécondes de ce choix, déjà préfigurées dans le tableau central, où, sans surprise, Hercule est assis sous un palmier, allusion évidente à la palme de la victoire.

### Hercule tenant le globe

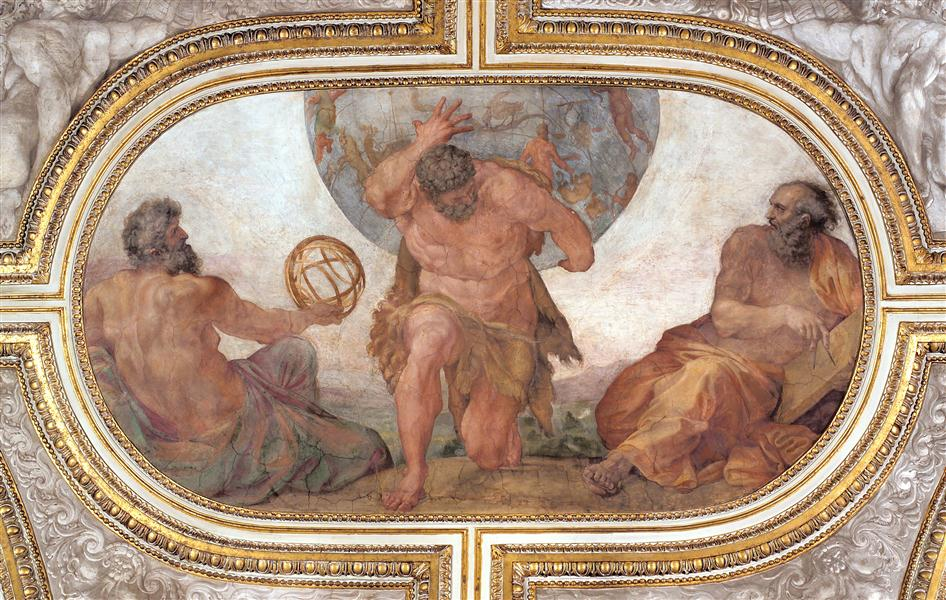
Hercule tenant le globe.

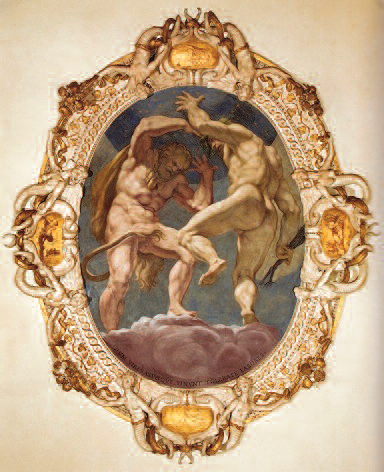
Agostino Carracci, Hercule aide Atlas à soutenir la voûte céleste, 1593-94, Bologne, Palazzo Sampieri.

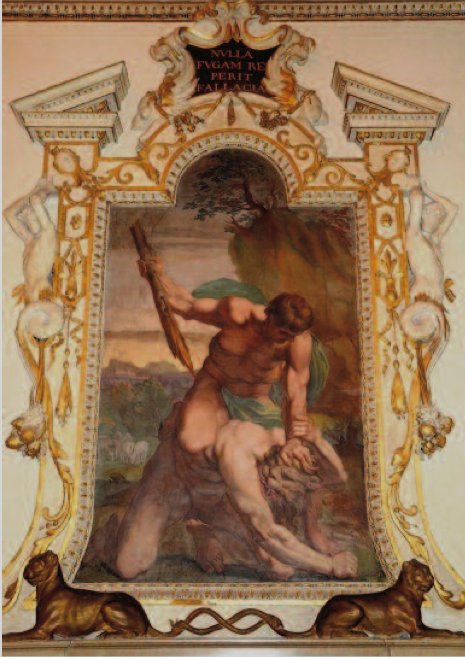
Hercule punit Cacus, Palazzo Sampieri.

Hercule, devenu adulte, est au centre de la composition, tenant le globe céleste sur lequel les symboles du zodiaque sont visibles. À ses côtés, se tiennent deux astronomes : celui de gauche tient une sphère armillaire tandis que l'autre étudie attentivement les constellations visibles sur la sphère soutenue par le demi-dieu et avec un compas trace les calculs sur un boulier.
L'action d'Hercule renvoie immédiatement au titan Atlas, condamné par Jupiter à soutenir à jamais la voûte céleste. Certaines sources classiques (et notamment Maurus Servius Honoratus dans le commentaire du livre I de l'Énéide) établissent une parenté entre Atlas et Hercule : le premier, considéré dans ces sources comme un astronome avisé, enseigne à Hercule la scientia coeli, tandis que le second l'aide parfois à soutenir le cosmos.
Le thème a été repris à diverses reprises dans l'art du XVIe siècle et l'un des exemples les plus significatifs est une œuvre des Carracci, la fresque d'Agostino Carracci, où Hercule et Atlas soutiennent ensemble le ciel, qui fait partie du cycle (avec les Histoires d'Hercule) réalisé avec Ludovico et Annibale au Palazzo Sampieri de Bologne (1593-1594).
Comme il est possible de le déduire d'une épigramme d'Achille Bocchi (accompagnée d'une gravure avec Atlas instruisant Hercule sur les sciences astronomiques) la relation entre Atlas et Hercule est utilisée pour symboliser la dyade Vie Active (Hercule) - Vie Contemplative ( Atlas ). Comme on le lit chez Bocchi : « hic videt [Atlas contemplatif], alter agit [Hercule actif] ». Cet épigramme fait partie du recueil Symbolicarum quaestionum de universo genere quas serio ludebat libri quinque, publié à Bologne en 1555, œuvre majeure de Bocchi qui consiste en un catalogue d’images symboliques (à l’exemple d’autres mythographes de l’époque) de thèmes variés, rendues par les gravures de Giulio Bonasone, revues ensuite dans les éditions successives par Agostino Carracci lui-même, et commentées par les épigrammes de l’humaniste. Le Symbolicarum eut un certain impact sur la peinture locale, comme en témoigne la reprise du livre de Bocchi dans l’une des plus importantes entreprises de la peinture bolognaise, les fresques de Pellegrino Tibaldi dans le Palazzo Poggi (Histoires d’Ulysse, vers 1550).
La fresque est donc, comme Bellori l'a noté, une allégorie de la vertu dans le contexte de la vie contemplative.
Atlas n'apparait pas dans la scène, remplacé par Hercule dans son action la plus typique ; c'est le même Hercule qui personnifie dans ce cas la vertu contemplative. Bellori écrit: « de l'image il est entendu qu'Hercule, et la vertu de la contemplation des choses supérieures et célestes, acquiert de la force ; et leur connaissance conduit à la connaissance de Dieu, en qui l'esprit contemplatif a sa fin ».
Dans cette fresque, les citations d'œuvres romaines sont également significatives (comme dans Hercule à la croisée des chemins) : la reprise de la statue dite Atlas Farnèse dans Hercule est évidente, dont les constellations visibles sur la sphère céleste ont également été fidèlement reproduites dans le globe qui repose sur les épaules du titan ; le héros aux formes massives a la tête de l'Hercule Farnèse, tandis que les deux astronomes font écho à l'ignudi de Michel-Ange placé au-dessus de La Sibylle de Perse au plafond de la chapelle Sixtine et pour celui de droite au saint André de La Transfiguration (Raphaël) (on le voit allongé dans le coin inférieur gauche du chef-d'œuvre de Raphaël).
Pour la figure d'Hercule, cependant, sans préjudice de la récupération incontestable de l'ancienne statuaire romaine, une proximité stylistique marquée existe avec la cheminée du Palazzo Sampieri, où la punition de Cacus par Hercule est peinte à fresque, cette fois par Annibale.
| - Hercule tenant le globe, Camerino Farnèse - Atlas Farnèse |

### Hercule au repos

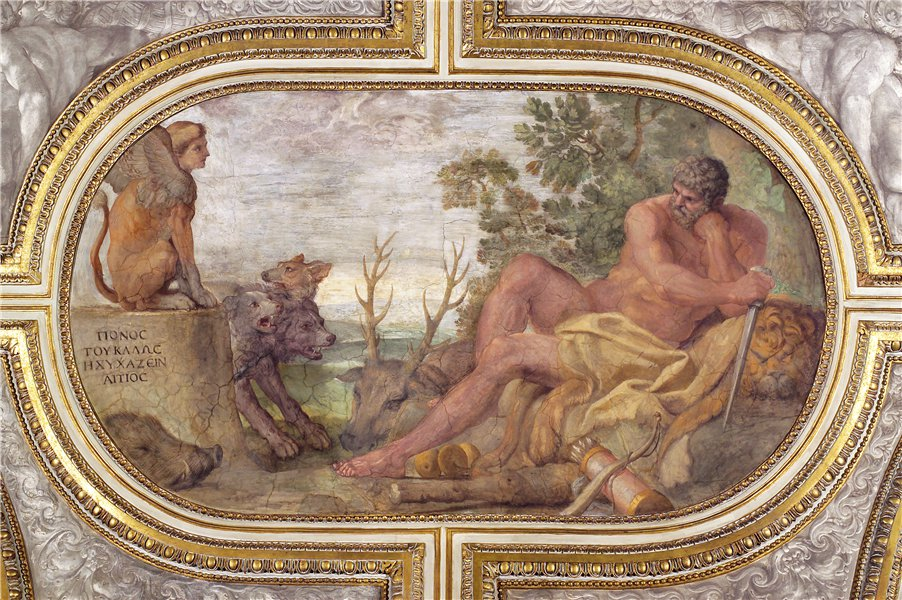
Hercule au repos.

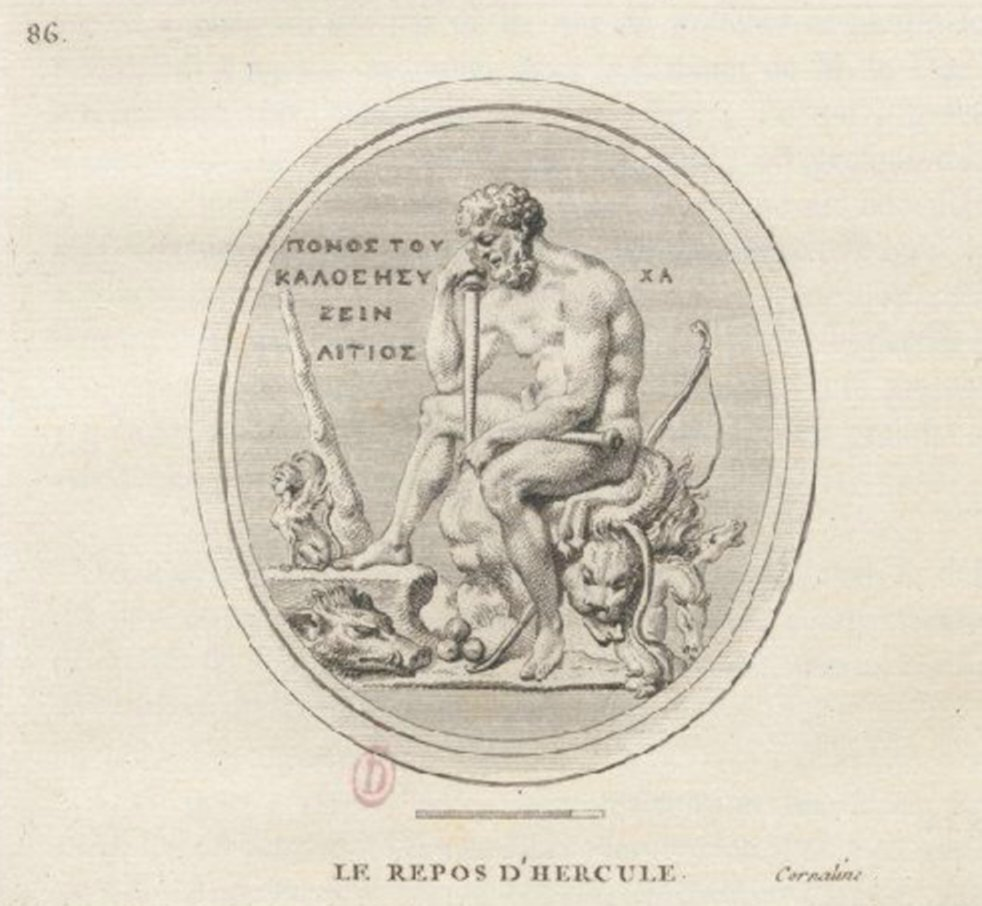
Gravure du XVIIIe siècle reproduisant la gemme perdue de Fulvio Orsini.

Hercule, à droite, est allongé à moitié couché après ses travaux : la tête du lion de Némée lui sert d'oreiller. D'autres symboles de ses exploits sont dispersés tout autour .Devant lui, sur un piédestal, se dresse le sphinx. Sur le socle se trouve l'inscription en grec : « ΠONOΣ TOY KAΛΩΣ HΣYXAΖEIN AITΙOΣ » que Bellori traduit par : « la fatigue est une raison de bien se reposer », devise reprenant, pense-t-on, une pensée du philosophe néoplatonicien Giamblico (De vita pythagorica, XVIII, 85).
La composition dérive clairement d'un joyau ayant appartenu à Fulvio Orsini (maintenant perdu) où ce même Hercule repose entouré des trophées de ses travaux et où, de la même manière, le sphinx est devant lui ; la devise grecque apparait de façon identique sur le joyau d'Orsini.
La présence du Sphinx est obscure : aucune source ancienne ne raconte, en effet, une rencontre de celui-ci avec Hercule. La seule explication proposée fait allusion à la ville de Thèbes (Égypte), patrie du héros, où la créature fantastique fut envoyée par Héra pour soumettre les habitants du lieu à l'énigme fatidique.
Comme l'explique encore Bellori, la fresque est une allégorie de la vie active, un pendant à la scène avec Hercule tenant le globe sur ses épaules (la vie contemplative), qui ensemble sont propres « au bonheur humain, en avoir un [la vie active] pour le but du bien, l'autre [le contemplatif] le vrai ».
La position d'Hercule fait référence à La Création d'Adam (Michel-Ange).
La lunette avec Hercule au repos est l'un des rares cartons survivants du Camerino ; il est conservé dans le Cabinet des dessins et des estampes du musée des Offices. Le carton, par rapport auquel Annibale a introduit de légères variations directement dans le dessin de la couleur sur le mur, est dans des conditions de conservation assez critiques.

### Les travaux d'Hercule

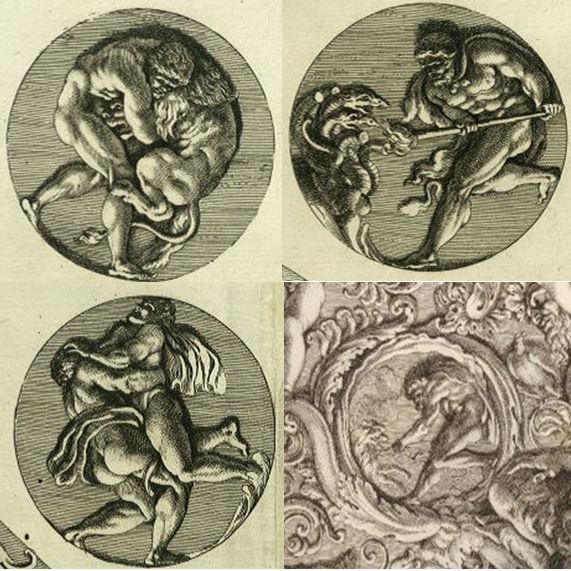
Pietro Aquila, Quatre travaux d'Hercule (copies gravées du Camerino Farnèse).

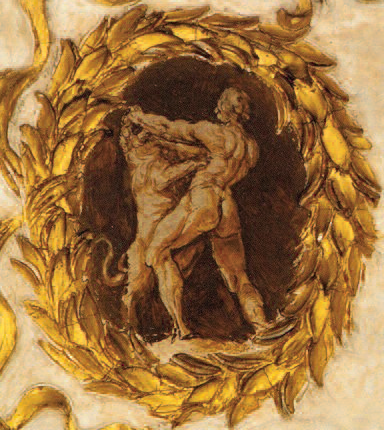
Clypeus avec Hercule et le lion de Némée, Palazzo Sampieri.

Quatre des douze travaux d'Hercule figurent dans les volutes racémiques des faux stucs de la voûte : la mise à mort du lion de Némée, le combat avec le géant Antée, la mise à mort de l'Hydre de Lerne et la capture du chien à trois têtes Cerbère. La représentation des travaux est à mettre en relation avec le choix fait par le jeune Hercule dans la toile principale : le chemin de la vertu est semé d'embûches mais conduit finalement à l'immortalité. Dans les quatre cas représentés, Hercule s'engage, les battant, avec des créatures monstrueuses : cet aspect est également allégoriquement significatif. Les monstres symbolisent le vice que la vertu, personnifiée par Hercule, dompte et écrase.
Les quatre travaux spécifiques choisis pour le cycle seraient associés aux quatre éléments naturels. Chacun des quatre adversaires affrontés par Hercule correspondrait à un élément : l'hydre à l'eau, puisqu'elle vivait dans un lac ; Cerbère, gardien des enfers, donc habitant sous terre, à la terre ; le lion, faisant référence à la constellation du même nom, au feu ; enfin Antée aux airs, car ce n'est qu'en le séparant du sol (au contact duquel le géant tirait sa force surnaturelle), le maintenant suspendu dans les airs (comme on le comprend bien dans le Hercule et Antée d'Antonio Pollaiolo aux Offices), qu'Hercule parvient à le vaincre. Le sens général de l'association entre les quatre travaux peints par Annibale dans le Camerino et les éléments est donc que la vertu triomphe de tout état de la matière et de l'être.
Un modèle a été identifié avec certitude uniquement pour le meurtre du lion de Némée, consistant en l'un des anciens reliefs placés sur la façade arrière de la villa Médicis sur le Pincio, représentant le même épisode. La lutte entre Hercule et le lion avait été représentée par Annibale quelques années plus tôt, dans les fresques susmentionnées du Palazzo Sampieri. Certains événements liés au demi-dieu sont représentés dans certains clypei placés dans le riche cadre en stuc de la scène avec Hercule guidé par la Vertu (l'un de ceux attribué au plus jeune des Carracci), également ici en monochrome, parmi lesquels, la mise à mort du lion invulnérable d'Argolide. Les clypei du Palazzo Sampieri sont enfermés dans un contour en stuc (en l'occurrence réel) qui simule un motif végétal. Plusieurs historiens ont remarqué une proximité entre l’entreprise décorative du Palazzo Sampieri et le Camerino Farnèse, avec une référence particulière à l’Hercule à la croisée des chemins et à l’Hercule au repos.

### Enfance et mort d'Hercule

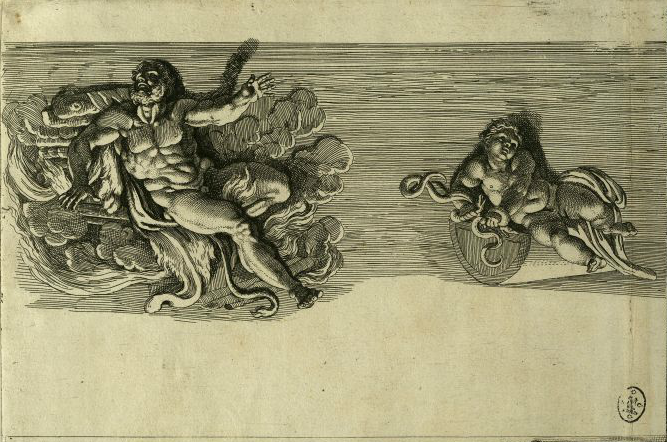
Pietro Aquila, Mort et enfance d'Hercule (copies gravées du Camerino Farnèse).

L'épisode d'Hercule enfant dans le berceau étranglant les serpents et celui des funérailles d'Hercule sont représentés dans les ébrasements des deux fenêtres du Camerino , également en monochrome, le début et la fin de l'histoire du héros.
Le premier épisode, dans l'allégorie du Camerino, a une signification proleptique : déjà enfant, donc avant le choix conscient de la voie de la vertu dans la scène principale de la pièce, Hercule détruit un symbole démoniaque comme les serpents.
La seconde représentation est l'épilogue du sens moral du cycle. Le héros sur le bûcher funéraire déjà en flammes, est sauvé de la mort et accueilli sur le Mont Olympe : la vie vouée à la vertu lui a assuré, par la volonté divine, l'immortalité.
Dans les lunettes au-dessus de chacune des fenêtres, sont représentées deux victoires ailées : la première (surplombant Hercule enfant) tient une couronne de laurier dans les deux mains, la seconde a la même couronne dans une main et une palme de la victoire dans l'autre, ce qui souligne l'apothéose d'Hercule décrétée par les dieux.
Dans les voiles de la voûte qui partent des fenêtres, deux ovales de couleur ambre sont sertis de figures allégoriques. En correspondance avec l'épisode d'Hercule au berceau, la gemme contient une allégorie de la Renommée.
Dans l'ovale de l'autre voile, figure un jeune homme avec une couronne dans une main et un sceptre dans l'autre. Cette deuxième allégorie était initialement destinée à l'Honneur de la Vertu. Le fait que Carlo Cesare Malvasia définissait ainsi un tableau avec la même figure allégorique réalisé par Annibale quelques années plus tôt (aujourd'hui à Dresde), se trouve à la base de cette première interprétation. Cependant, des études plus récentes ont montré que le tableau de Dresde représente plutôt l'Amour de la Vertu : on pense qu’il faut identifier également l'ovale du Camerino à cette allégorie.
Pour Hercule enfant étranglant des serpents, l'hypothèse qu'Annibale aurait pu prendre comme modèle un tableau perdu de Jules Romain (connu par des transpositions sur gravure) où l'enfant héros accomplit la même action en présence de ses parents, a été avancée.

### Ulysse et Circé

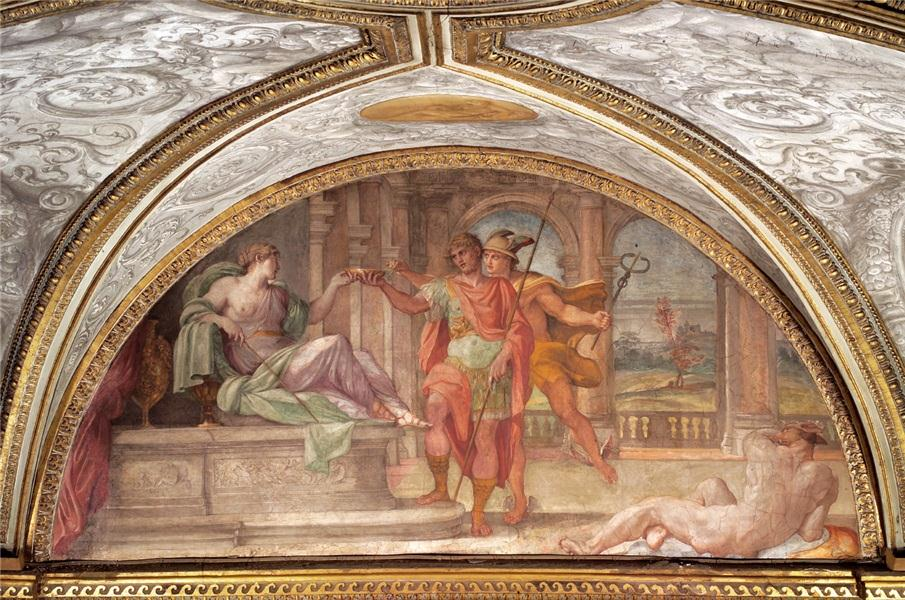
Ulysse et Circé.

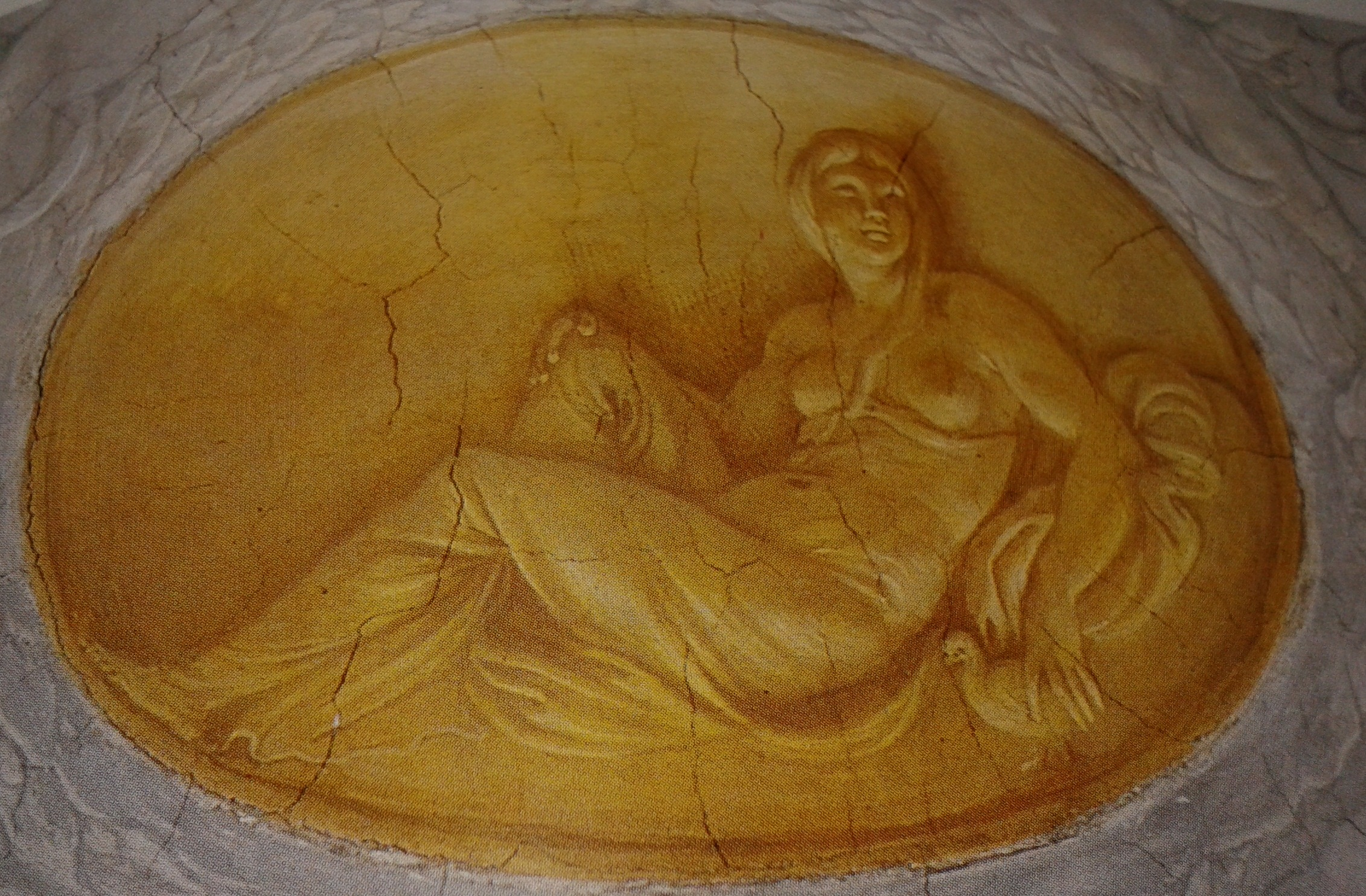
Chasteté.

C'est la première des deux histoires qui ont Ulysse comme protagoniste ; elle s'inspire du Livre X de l'Odyssée. Le héros se retrouve en présence de Circé qui lui tend une tasse avec un filtre magique qui transforme les hommes en animaux. En bas à droite, l'un des compagnons du roi d'Ithaque a déjà la tête d'un cochon.
Circé est assise sur un trône qui à son tour repose sur un large socle orné de reliefs érotiques. Comme il sied à une séductrice, son attitude est langoureuse et elle se montre à Ulysse les seins nus. Le héros accepte la coupe que lui tend la magicienne, mais derrière lui se trouve Mercure qui verse promptement dans le récipient un antidote (du moly) capable de rendre la boisson maléfique inoffensive.
Le sens allégorique de la scène est complété par l'ovale de la voile correspondant à la lunette avec le premier récit d'Ulysse, où une jeune femme en position semi-allongée tient une colombe dans la main gauche, allégorie de la chasteté matrimoniale : la colombe, comme on le lit dans L'Iconologie de Cesare Ripa, étant un oiseau monogame, est l'un des attributs de cette figure allégorique.
Le sens moral de la lunette avec Ulysse et Circé est donc que la fidélité d'Ulysse à sa femme Pénélope, grâce aussi à l'aide divine représentée par Mercure, empêche celui-ci de céder à la séduction de la prêtresse (et donc au plaisir des sens que Circé personnifie), le préservant de la dégradation produite par la lascivité, symbolisée par ses compagnons qui sont devenus des bêtes faute de pouvoir résister à la tentation.
Sur le plan figuratif, Annibale s'est servi, pour cette fresque, du précédent de Pellegrino Tibaldi au Palazzo Poggi, où le même épisode est reproduit, en modifiant les aspects les plus typiquement maniéristes qu'on y retrouve. Les personnages d'Annibale, en effet, prennent des poses crédibles et donnent vie à une composition équilibrée, sans les contorsions contre nature des personnages de Tibaldi. De plus, Carracci, contrairement à ce qui est observé dans le précédent de Palazzo Poggi, où tout semble se dérouler dans un décor imaginaire, place l'épisode dans un espace réel et plausible. Pour ces aspects, la lunette d'Annibale montre des consonances de composition significatives avec la fresque de Raphaël des Loges du palais du Vatican, représentant l'épisode de Joseph interprétant le rêve du pharaon.
La figure de Circé est très proche de celle de Vénus, comme le montre un tableau d'Annibale lui-même, peu avant l'entreprise du Camerino, dans lequel la déesse est vêtue par les Grâces, tandis que la figure d'Ulysse a été associée à certaines statues de duc Alexandre Farnèse par les sculpteurs Simone Mosca et Ippolito Buzio, dans lesquelles le père du cardinal apparaît habillé en ancien chef romain.
Enfin, la loggia représentée dans cette lunette est très similaire à celle (réelle) créée par Antonio da Sangallo le Jeune pour la cour du palais Farnèse.

### Ulysse et les sirènes

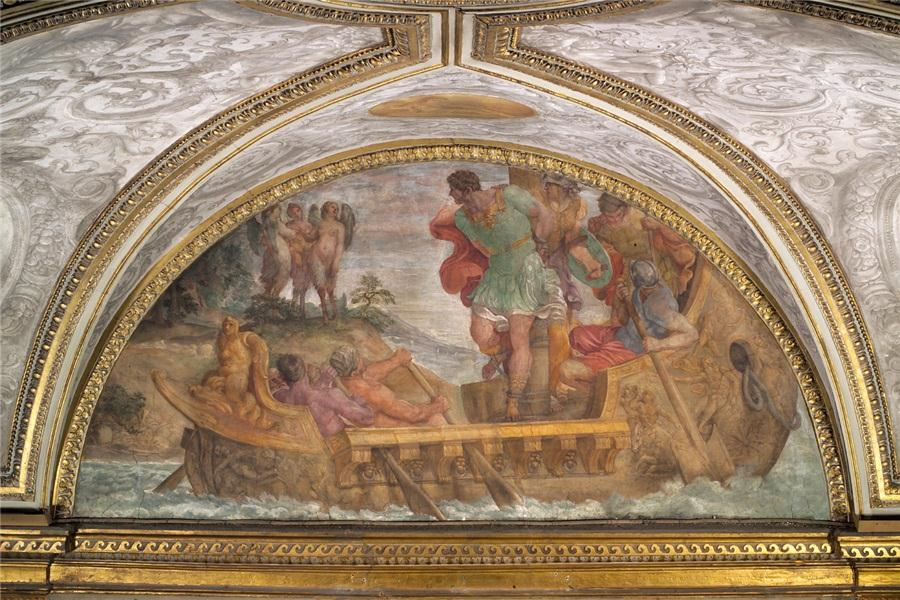
Ulysse et les sirènes.

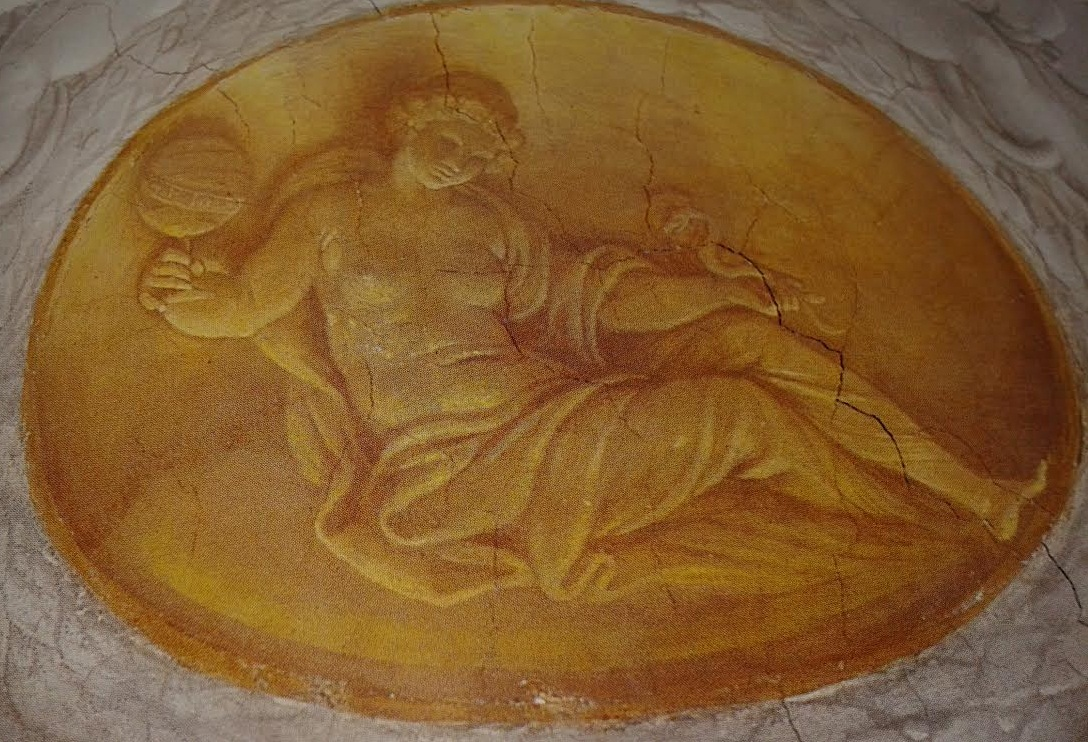
Intelligence.

Dans la lunette du petit côté opposé à celle avec Ulysse et Circé se trouve le deuxième récit du Camerino dédié à Ulysse : la rencontre avec les sirènes.
Ulysse est attaché au mât d'un bateau qui avance grâce à la poussée de vigoureux rameurs. Le navire est richement décoré de reliefs avec des scènes mythologiques d'un décor marin ; sur la poupe, Neptune marche sur son char. Il fait le tour de l'île où vivent les créatures mythiques. Ulysse s'est fait ligoter pour écouter le doux chant des sirènes, qui se tiennent sur un petit promontoire à gauche de la lunette, sans courir le risque de plonger vers elles et de s'abandonner ainsi à une mort certaine. Les sirènes, en effet, attirent généralement les marins qui passent avec leur chant doux et sensuel, puis les tuent ; les os et les crânes de leurs malheureuses victimes sont représentés sur la rive, dans le coin gauche de la lunette. Derrière Ulysse se trouve Minerve qui l'assiste.
Une femme à moitié nue avec une guirlande sur le front se trouve dans l'ovale de la voile ; elle a une sphère armillaire dans une main et un serpent dans l'autre . Comme on le lit dans l'Iconologie de Ripa, il s'agit d'une allégorie de l'Intelligence qui est « une femme, vêtue d'or, qui dans sa main droite tient une Sphère, et de sa gauche un Serpent, sera guirlandée de fleurs ». Quant à la signification de ces attributs, Ripa ajoute que l'Intelligence « avec la Sphère, et avec le Serpent démontre, que pour comprendre les choses hautes et sublimes, il faut d'abord aller sur la terre, comme le fait le Serpent, et en comprenant notre aller au principe des choses terrestres, qui sont moins parfaites que les choses célestes ; cependant, le Serpent est dans la main gauche, et la Sphère dans la droite, ce qui est plus noble ». Le sens allégorique de la lunette est donc que la vertu Intelligence, renforcée par l'aide divine, en l'occurrence fournie par Minerve, permet à Ulysse de résister à la tentation des sirènes et aux graves dommages qui en résulteraient, représentés par des ossements humains sur le rivage de l'île.
Dans ce cas également, comme dans la scène avec Circé, il s'agit d'un avertissement sur les pièges du sexe : les sirènes, en effet, dans certaines sources classiques, et en particulier chez Servius dans le commentaire du Livre V de l’Énéide, sont assimilées à des prostituées.

### Persée et Méduse

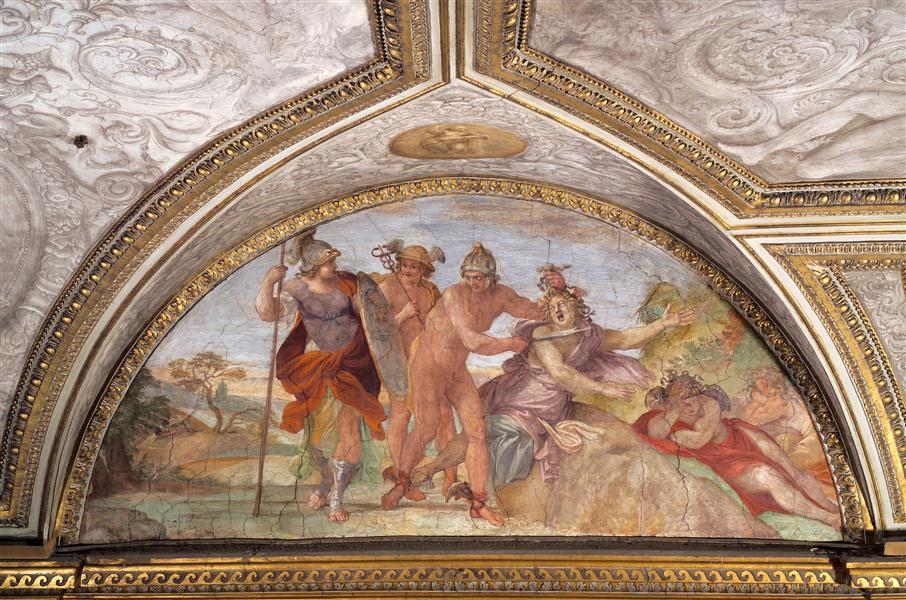
Persée et Méduse.

Persée, complètement nu, à l'exception du casque qui lui confère l'invisibilité et des chaussures ailées fournies par Mercure, s'apprête à décapiter Méduse qu'il a surprise dans son sommeil. Pour éviter le regard pétrifiant de la Gorgone, il observe ce qui se passe dans le bouclier réfléchissant tenu par Minerve témoin de l'événement. Mercure se tient derrière la déesse. Les deux sœurs de Méduse se trouvent sur la droite, encore endormies, reconnaissables aux serpents qui (comme pour leur sœur) forment des cheveux sur leur tête.
L'ovale de la voile contient la personnification allégorique de la Sécurité, une femme avec une lance qui se dresse sur une colonne, description qui correspond à celle de Ripa, qui fait à son tour référence, en raison de l'origine iconographique de cette allégorie, à une pièce de monnaie frappée sous le règne de l'empereur Macrin, qui représente au revers la Securitas Temporum, précisément une figure féminine tenant une lance et appuyée contre une colonne.
Dans ce cas également, le sens édifiant de la fresque est tiré de ce qui est raconté dans la lunette, en le mettant en relation avec l'allégorie de l'ovale. La signification de l'ensemble est donc que la terreur induite par Méduse peut être surmontée par la vertu, incarnée par Persée, si celle-ci bénéficie d'un soutien divin (Minerve et Mercure). La défaite de la terreur instille la sécurité dans l'âme humaine, précisément l'allégorie de l'ovale.
Dans les collections de Fulvio Orsini, une autre pièce de monnaie ancienne représentait la décapitation de Méduse par Persée ; il pourrait s'agir d'un autre des objets ayant appartenu à l'homme de culture (en plus de la gemme susmentionnée avec Hercule au repos) utilisé comme source iconographique des fresques,.

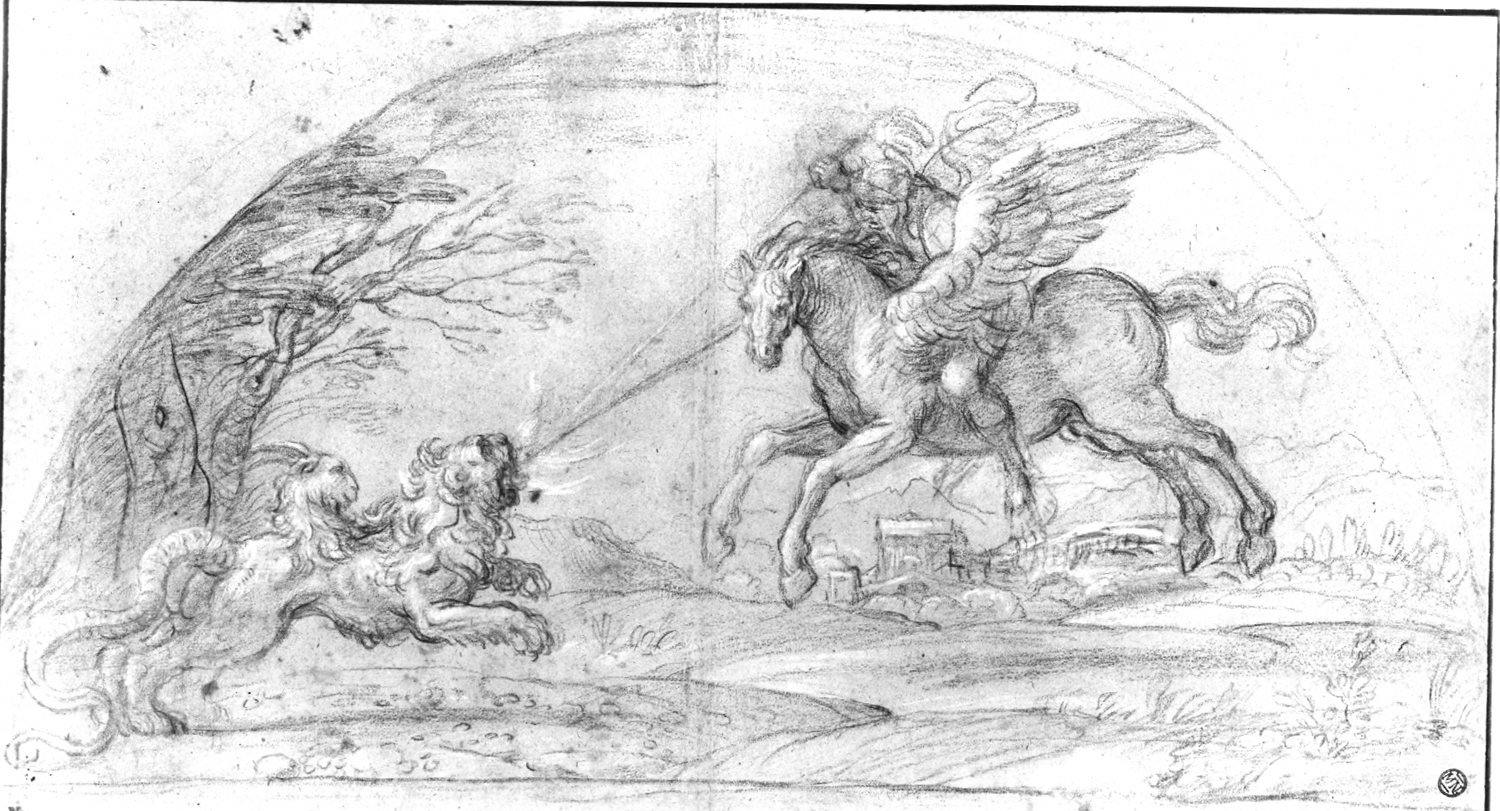
Annibale Carracci, Bellérophon tue la Chimère, vers 1595, Paris, musée du Louvre, Cabinet des Dessins.

Une autre référence antique a été vue dans la similitude entre le visage de Méduse (bien qu'il soit aujourd'hui l'une des parties les moins bien conservées des fresques du Camerino, compromise par une restauration mal exécutée) et le visage d'une statue de Niobé (fille de Tantale), faisant partie du groupe des Niobidés propriété des Medici (à Rome et transférée plus tard au musée des Offices), reproduite par Annibale dans un dessin et également citée dans des peintures ultérieures.
Une étude préparatoire permet de déduire que, selon toute vraisemblance, l'histoire de Persée et Méduse aurait dû être suivie de celle de Bellérophon qui tue la Chimère sur le dos de Pégase. Il s'agit d'une suite appropriée étant donné que Pégase, selon le mythe, serait né du sang versé par Méduse décapitée par Persée. Le lien entre ce dessin et le Camerino est dû à Heinrich Bodmer, auteur d’une des premières études monographiques sur ce cycle. La thèse de Bodmer a été accueillie et argumentée par Martin qui relève que dans la collection de Fulvio Orsini sont également documentées des monnaies anciennes avec Bellerophon tuant la Chimère. Ce projet fut cependant modifié et à la place de l'histoire de Bellerophon, la dernière lunette du Camerino est dédiée aux frères de Catane.

### Les frères de Catane

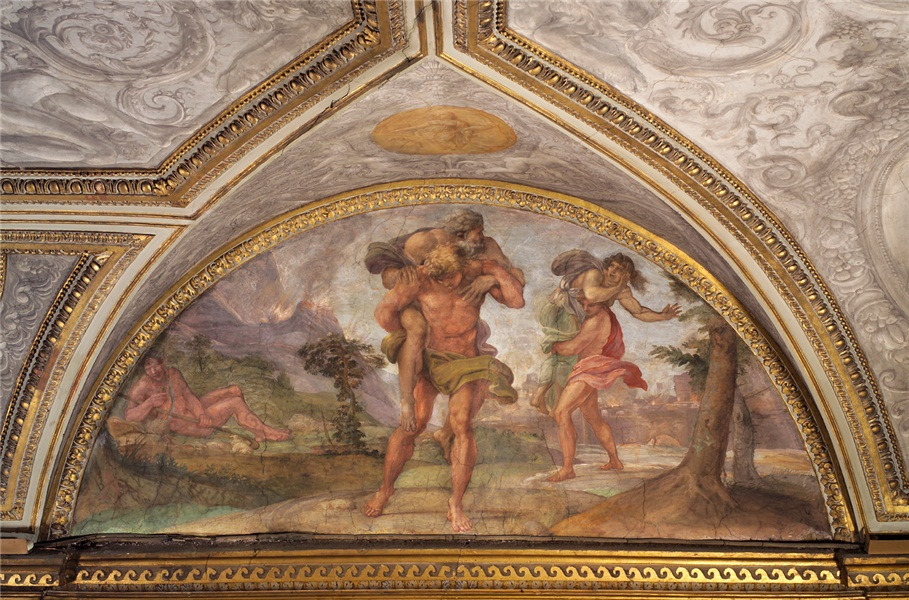
Les frères de Catane.

Le sujet de cette dernière lunette dérive d'une ancienne légende de Catane, rapportée par diverses sources antiques comme un exemple louable d'amour filial, qui raconte que lors d'une éruption désastreuse de l'Etna, alors que la population courrait pour s'échapper - et que beaucoup, profitant de la situation, se livraient au vol et au pillage des richesses des autres - deux frères, Anfinomo et Anapia, ont tenté de secourir leurs parents âgés en les portant sur leurs épaules. À leur passage, la rivière de lave s'est miraculeusement scindée en deux, laissant une brèche ouverte qui a permis aux parents et aux enfants de se mettre à l'abri.
Diverses sources ajoutent également que les habitants de Catane, admirant le courage et la dévotion filiale d'Anfinomo et Anapia, ont dédié un monument à l'événement composé d'un groupe sculptural les représentant avec leurs parents sur le dos, alors qu'ils courent vers le salut.
Si l'épisode des pii fratres est selon toute vraisemblance sans fondement historique, la circonstance de l'érection d'une statue en leur honneur semble vraie : dans certains écrits, et notamment chez Claudien, on en trouve une description détaillée (en accord substantiel avec d'autres sources) ce qui permet de déduire que le groupe sculptural a réellement existé.
L'histoire est également reprise dans de nombreuses monnaies antiques, parmi lesquelles, un denier (frappé entre 42 et 37 av. J.- C.) particulièrement significatif par rapport à la fresque du Camerino, représentant, au recto l'effigie de Sextus Pompée et, au revers, sur les côtés, les deux frères de Catane avec leurs parents sur le dos, tandis qu'au milieu figure une statue de Sextus Pompée lui-même avec l'apparence de Neptune. Selon toute vraisemblance, la représentation d'Anfinomo et Anapia au revers du denier dérive également d'une sculpture, celle précisément décrite par Claudien et dans d'autres textes anciens.

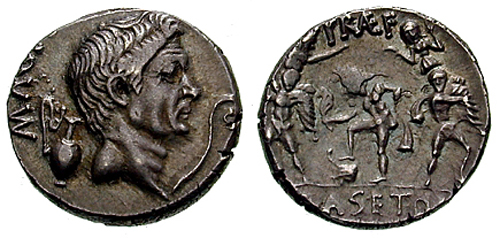
Denier de Sextus Pompée.

Il est plausible que Sextus Pompée ait choisi le thème des pii fratres pour ce denier, précisément pour évoquer sa dévotion à son père Pompée. Après tout, le nom même de Sextus Pompée, Pie, est une attestation d'amour et de fidélité pour l'illustre et puissant triumvir. Il apparaît donc conforme à la volonté d’honorer le choix d’un exemple de Pietas filiale très connu et célébré à cette époque (et pour les quelques siècles à venir, comme en témoigne l'attention que Claudien lui consacre encore au IVe siècle). Avec le déclin du monde antique, le thème des frères Catane a disparu des arts figuratifs, pour être remplacé, comme exemple d'amour filial, par celui, à bien des égards similaire, d'Énée fuyant Troie en flammes emportant avec lui, sur ses épaules, le vieux père Anchise.

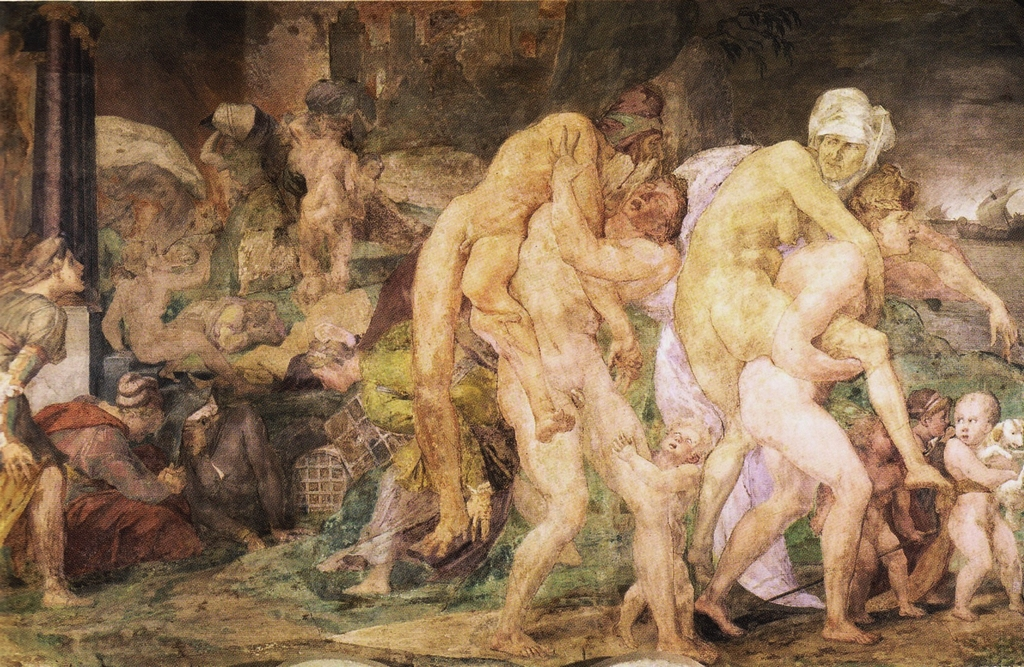
Primatice, Les frères de Catane, vers 1530, Château de Fontainebleau.

La première renaissance remarquable de l'histoire des pii fratres de Catane se trouve dans la galerie François-Ier (château de Fontainebleau), où elle est représentée dans une fresque de Primatice. Comme le soulignent Dora et Erwin Panofsky, la fonction du tableau, dans l'ensemble de Fontainebleau, est de souligner l'attachement du roi de France à sa sphère.
Un peu plus de soixante ans plus tard, la légende réapparaît dans le Camerino Farnèse. Dans ce cas également, le choix du thème est selon toute probabilité le résultat de l'érudition de Fulvio Orsini : non seulement des médailles et des pièces de monnaie avec l'histoire d'Anfinomo et d'Anapia sont attestées dans ses collections, mais le bibliothécaire de la maison Farnèse est aussi le auteur d'un traité en 1577, Familiae Romanae quae reperiuntur in antiquis numismatibus, où une attention particulière est consacrée au denier de Sextus Pompée, monnaie qui, en raison d'une série de détails figuratifs, est indiquée par certaines études comme le modèle iconographique exact utilisé dans le Camerino.
Les historiens se sont demandé pourquoi un thème aussi inhabituel apparaît dans le Camerino, surtout si l'on considère qu'à ces mêmes dates, Agostino Carracci avait imprimé une gravure tirée d'un tableau de Federico Barocci, Énée fuyant Troie (aujourd'hui à la Galerie Borghèse), avec le thème plus habituel d'Enée qui met Anchise en sécurité, gravure dédiée au cardinal Édouard Farnèse. La réponse donnée est que la fresque célèbre la dévotion, non seulement d'Édouard Farnese pour son illustre père Alexandre, mais celle des deux fils du duc, donc d'Édouard et aussi de Ranuce, pour leurs deux parents, c'est-à-dire le même duc Alexandre et Marie de Portugal (1538-1577).
L'identification de la fonction de l'ovale de la voile qui contient une personnification de la Pietà est alors comprise comme Pietas erga parentes.
La composition est complétée par la présence de Polyphème, allongé à gauche, qui apparaît afin de rendre plus immédiate la compréhension du lieu des faits relatés, c'est-à-dire les pentes de l'Etna, patrie des Cyclopes.

### Les Vertus
Aux quatre coins de la voûte, sur les côtés des lunettes des petits côtés (celles avec les Histoires d'Ulysse, quatre figures de Vertus apparaissent, insérées dans un ovale encadré d'une guirlande de fruits.
Justice et Tempérance flanquent Ulysse et Circé ; la lunette avec Ulysse et les sirènes se trouve entre Force et Prudence.
| - Justice - Tempérance - Force - Prudence |

Les quatre personnages, faisant partie du décor monochrome de la voûte du Camerino qui simule de faux reliefs en stuc, résument la volonté d'Édouard Farnèse de consacrer sa vie à la vertu que tout le cycle vise à célébrer.
Les Vertus du Camerino sont iconographiquement tirées des indications de Cesare Ripa, qui, dans son Iconologie, en ce qui concerne la représentation de la vertu héroïque, cite comme exemples deux statues du palais Farnèse, l'Hercule Farnèse et, peut-être perdu, Ercole Latino (que certains identifient cependant dans une statue aujourd'hui au palais de Caserte), et définit le Cardinal Edouard comme un véritable amoureux des vertus.
Sur le plan stylistique, les quatre allégories des angles de la voûte ont été associées à la série de gravures des Vertus cardinales et théologales, réalisées par Marcantonio Raimondi d'après des dessins de Raphaël.

## Style

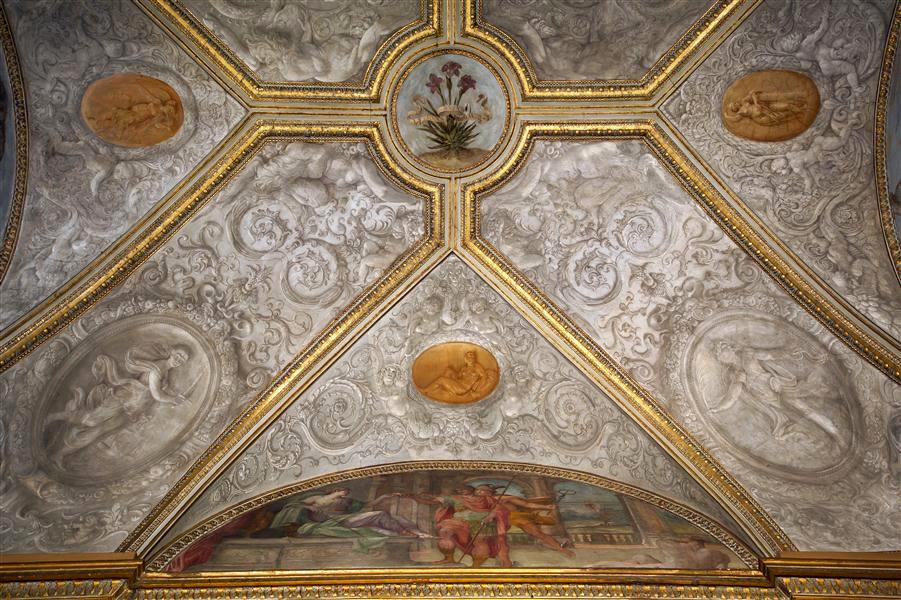
Plafond du Camerino, détail.

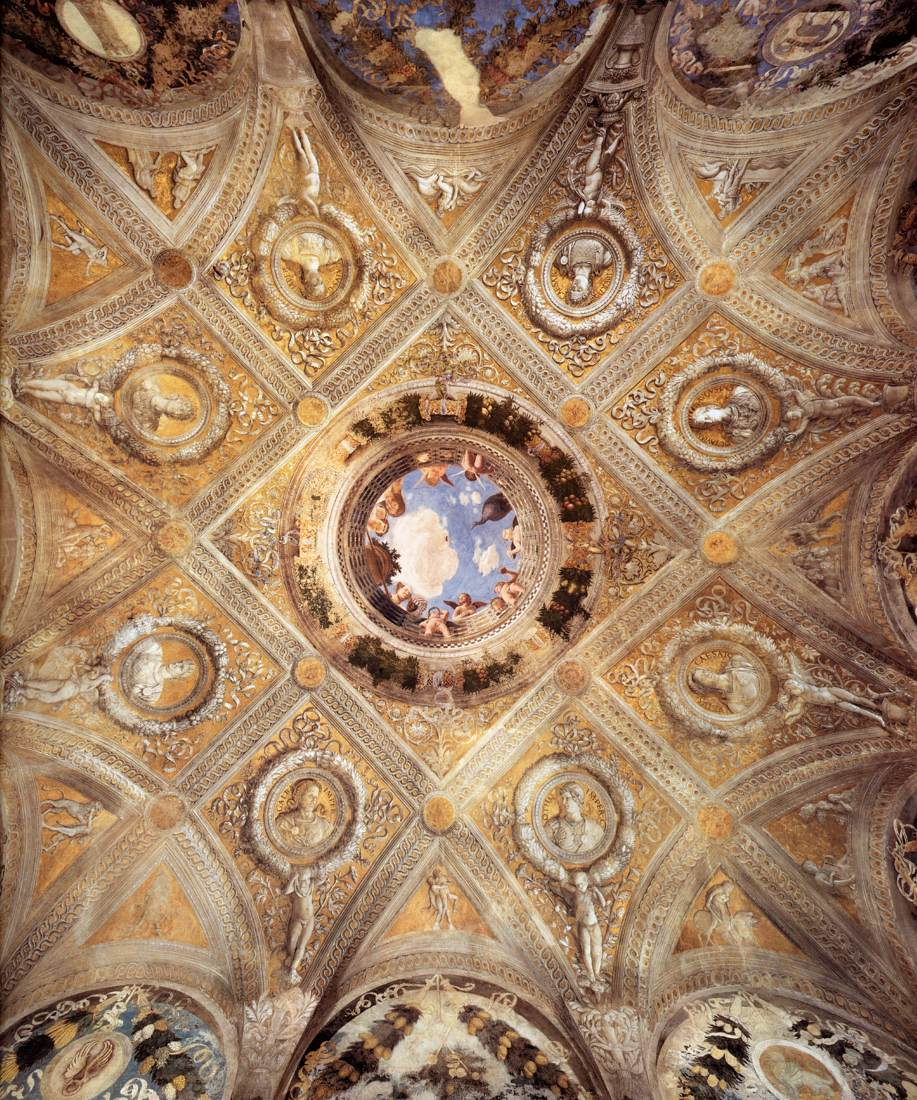
Andrea Mantegna, plafond de La Chambre des Époux.

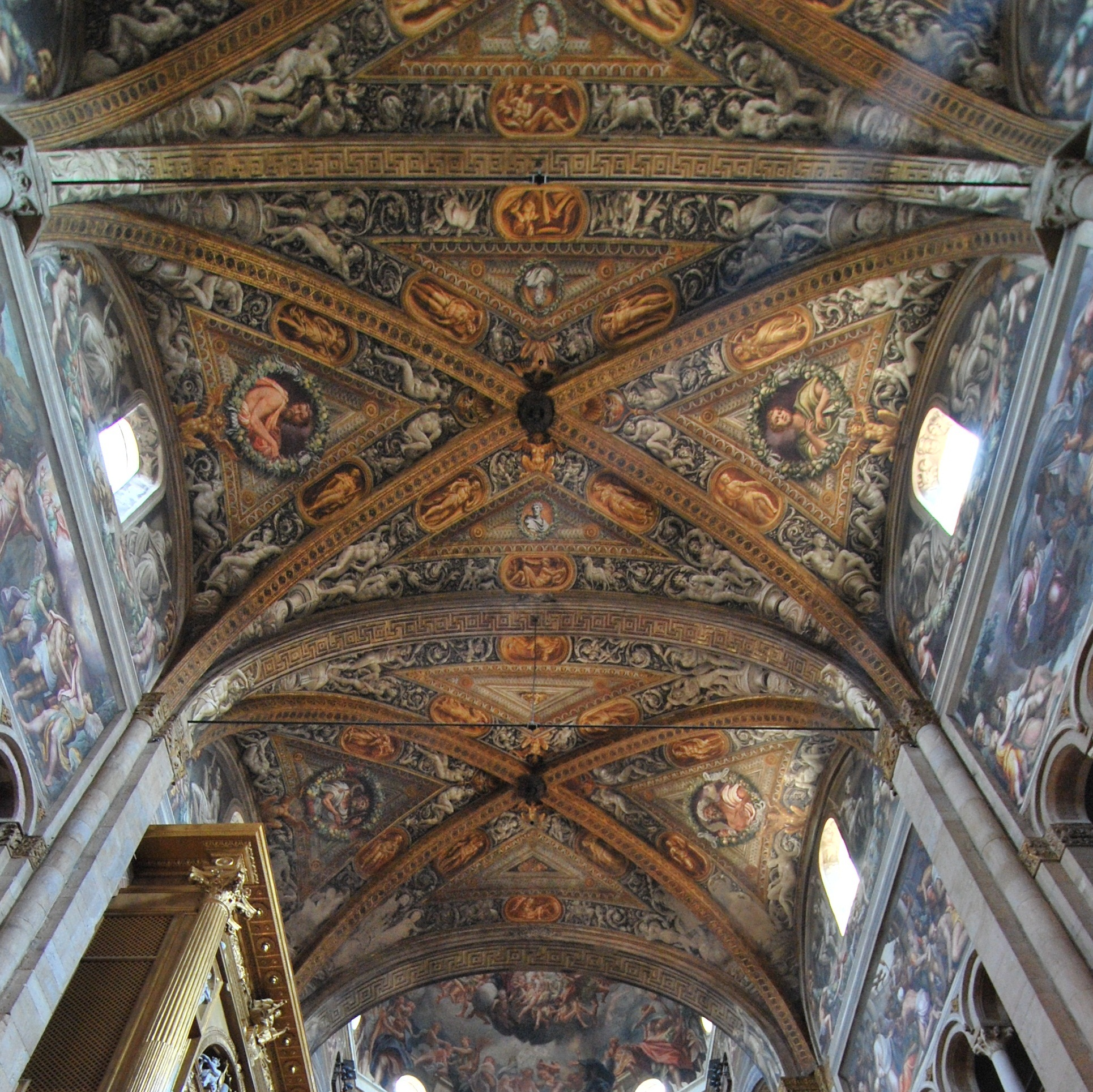
Nef de la cathédrale de Parme.

Conformément à la datation actuelle des fresques du Camerino, la critique dominante saisit une matrice encore essentiellement septentrionale dans cette première entreprise importante d'Annibale au service du cardinal Farnèse. C'est en particulier le jugement de Donald Posner, qui a eu une grande influence sur les études ultérieures. En effet, selon Posner, les citations d'œuvres romaines, de la Renaissance et antiques, mises en lumière par Martin, ne peuvent (encore) être comprises comme un indice significatif d'un changement du style pictural d'Annibale. Pour l'historien américain, sur le plan stylistique, les peintures du Camerino seraient encore étroitement associées aux œuvres d'Annibale antérieures à son arrivée à Rome, comme le Christ et la Samaritaine, l'Aumône de San Rocco et les fresques du Palazzo Sampieri.
Ce n'est que quelques années plus tard, toujours selon cette analyse, que les exemples romains de Michel-Ange, de Raphaël et de la statuaire antique auraient profondément pénétré la peinture d'Annibale Carracci, modifiant définitivement son style. Ce n'est donc que dans les fresques de la galerie Farnèse que ce processus d'assimilation prend fin, alors que, selon cette vision, le Camerino lui serait encore étranger.
La grande décoration monochromatique en faux stuc est l'élément le plus caractéristique de l'environnement, déjà plus apprécié par les anciens commentateurs, héritage entièrement lombard d'Annibale, apporté avec lui à Rome, où rien de semblable n'a pu être observé. Les précédents dans l'Italie du Nord sont nombreux, dont les stucs du Camerino Farnèse s'inspirent, comme le plafond de La Chambre des Époux d'Andrea Mantegna au palais ducal de Mantoue. Le plafond richement décorée de faux stucs à clypei délimités par des cadres à motif végétal, tout comme l'idée d'alterner le monochrome du stuc illusionniste avec une peinture centrale au chromatisme vif (dans le cas de Mantegna le célèbre sfondato) semble unir le Camerino et la chambre de Mantoue.
Le même effet d'alternance entre parties colorées et monochromes renvoie à un autre exemple célèbre de la Renaissance : la Chambre de l'abbesse peinte à fresque à Parme par Le Corrège, œuvre vraisemblablement bien connue d'Annibale et largement citée par lui également dans la Galerie Farnèse.
Pour les figures qui peuplent le décor de la voûte du Camerino (chérubins, satyres, sirènes) et pour l'alternance du blanc/gris du stuc avec le jaune vif des ovales avec les allégories, les fresques de la voûte de la nef de la cathédrale de Parme, où apparaissent des motifs et des effets similaires, constituent un autre repère identifié comme possible.
Une thèse alternative due à Donald Posner est soutenue par Silvia Ginzburg. Pour le savant, qui avance de quelques années la datation du Camerino, le considérant comme une œuvre contemporaine de la Galerie, il serait déjà possible de saisir un tournant décisif d'Annibale vers le style romain, sous l'influence, avant tout de Raphaël.
Les origines incontestables de la vallée du Pô qui s'y trouvent, à commencer par les stucs, seraient dues, pour Ginzburg, à la fois à la participation, au moins dans la phase préparatoire du cycle, d'Agostino Carracci et à la versatilité d'un artiste comme Annibale Carracci, enclin au mélange des styles et des genres. Dans le sens diamétralement opposé, Martin écrit : « Il est remarquable que le matériel graphique préparatoire ne comprend pas de dessins d’Agostino, un fait qui donne du poids à la conclusion qu’il n’avait aucune part dans le Camerino » ; Donald Posner exclut la présence d'Agostino Carracci.

## Analyse
Le cycle du Camerino n'est pas homogène en plusieurs endroits, aussi bien du point de vue du style que de celui de la qualité parfois mauvaise. La très belle réussite de la plus grande partie du monochrome côtoie des passages malheureux dans certaines lunettes. On relève un mélange accentué de styles, empreints d'une part de la statuaire antique et des manières de Raphaël ou de Michel-Ange (par ex. dans Hercule à la croisée des chemins), d'autre part inspirés du Tintoret ou de Véronèse (Hercule portant le globe), avec des solutions adoptées dans la composition qui lient les personnages les uns aux autres de façon continue et un goût pour le dessin d'ornement typique du XVIe siècle (Persée et Méduse).
Deux historiens de référence, Rudolph Wittkower et Roselyne Bacou, ont émis des jugements diamétralement opposés sur les caractéristiques formelles du Camerino, ayant analysé des feuilles d'études différentes.
Dès le début du XXe siècle, ces fresques ont été jugées comme appartenant à une phase transitoire du parcours d'Annibale. Des réminiscences de sa jeunesse émilienne y cohabitent avec les nouveautés acquises à Rome, sorte de test auquel le cardinal l'aurait soumis avant de lui confier le chantier plus important de la Galerie.

## Dessins préparatoires
Le Camerino, comme la Galerie, a été conçu avec soin, comme en témoigne le nombre appréciable de dessins préparatoires qui nous sont parvenus. La minutie d'Annibale dans cette phase préliminaire est également démontrée par le fait que, pour certaines scènes, il a fait varier plusieurs fois l'idée initiale, jusqu'à atteindre, par tentatives et approximations, l'effet recherché. Ainsi, par exemple, pour la scène d'Hercule tenant le globe, diverses études préliminaires mettent en évidence comment Annibale a longuement étudié comment rendre l'effort d'Hercule sous le poids de la voûte céleste.
Comme il est possible de le déduire du matériel graphique subsistant, Annibale a d'abord procédé à la réalisation de rapides esquisses d'ensemble, puis à la réalisation de dessins détaillés de figures isolées, enfin à la préparation minutieuse de la composition d'une autre scène, très proche du résultat définitif visible dans les fresques.
Certaines sources attestent que même pour les dessins et cartons du Camerino (comme pour ceux de la Galerie) un phénomène de collection par les admirateurs du maître bolognais a vu le jour : Giovanni Pietro Bellori, Francesco Angeloni, Carlo Maratta en possédaient divers exemplaires.
Les feuilles représentant une sirène et un putto avec une corne d'abondance sont des cartons, les seules, avec celle d'Hercule au repos aux Offices, aujourd'hui identifiées. Toutes deux se rapportent à la décoration en faux stuc de la voûte.

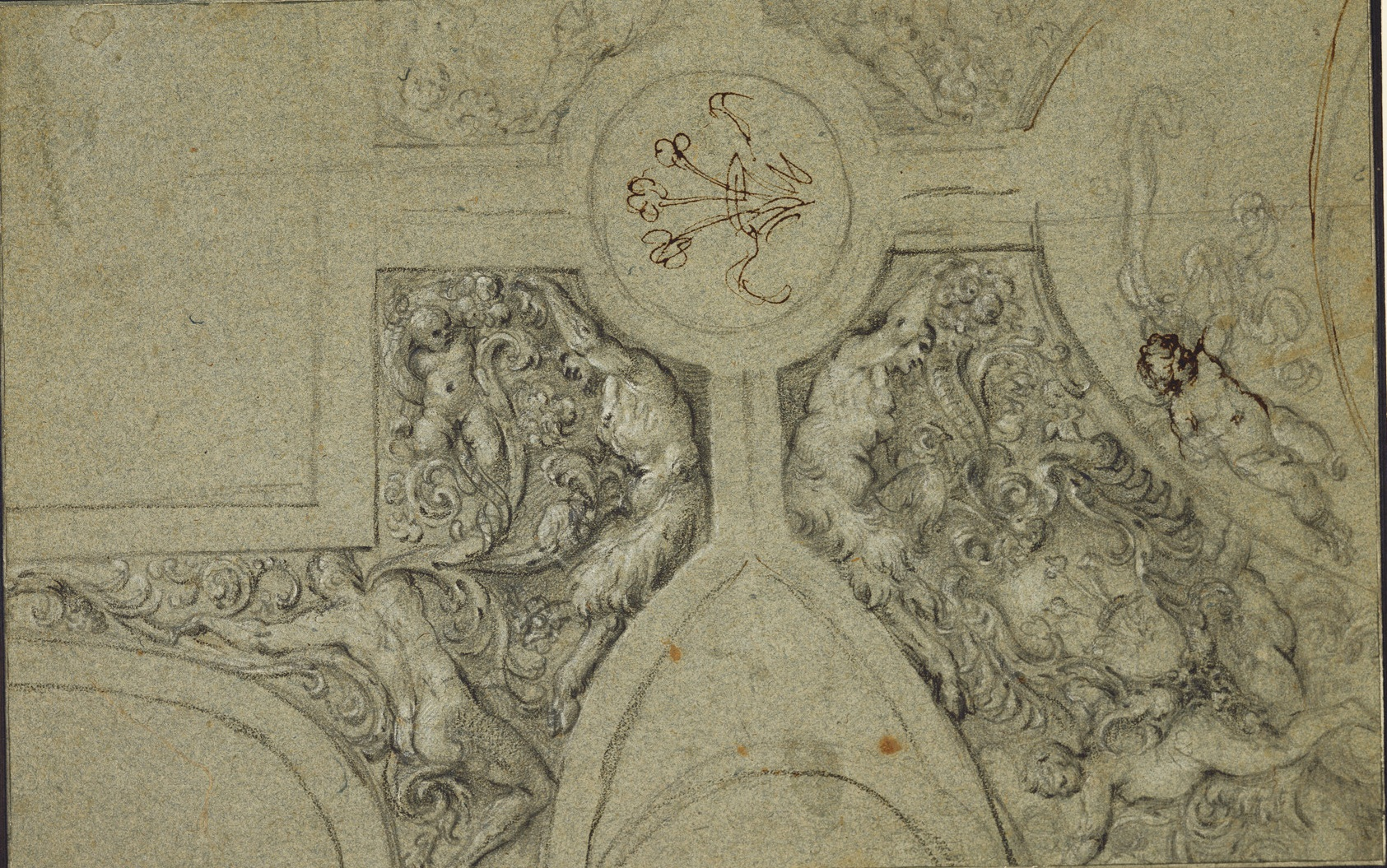
Projet de décoration de voûte, château de Windsor, Royal Collection
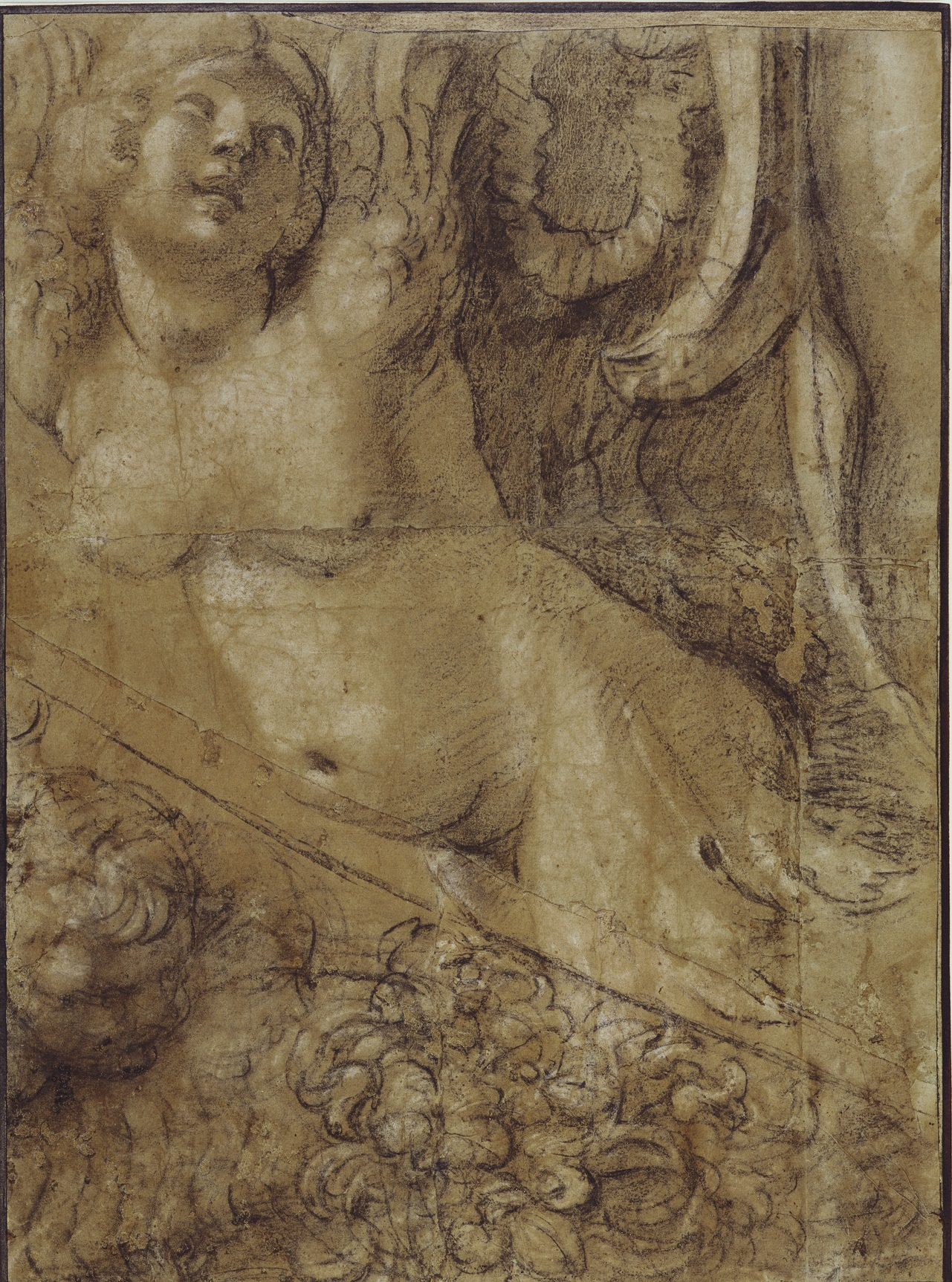
Sirène (voûte), château de Windsor, Royal Collection
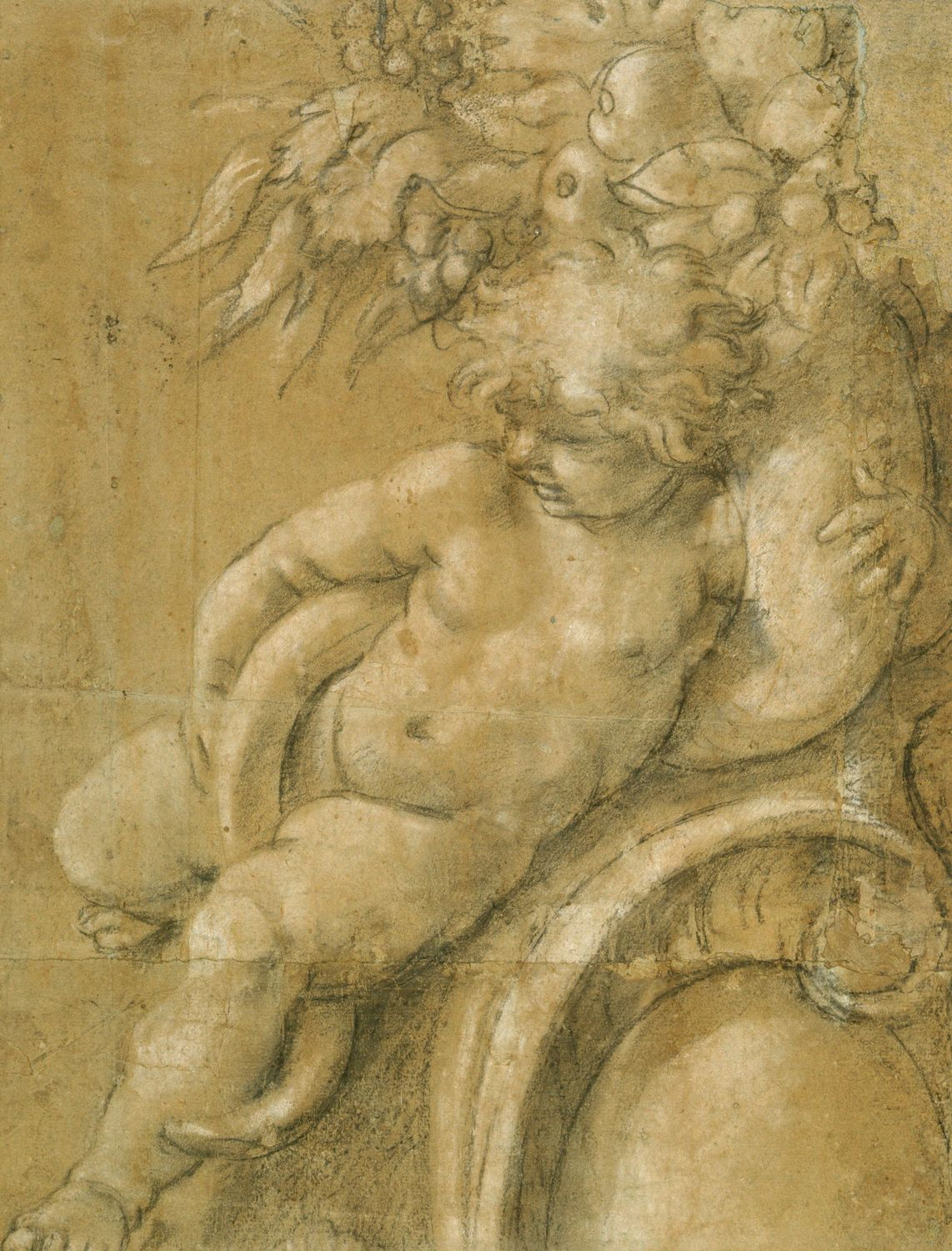
Putto avec une corne d'abondance (voûte), château de Windsor, Royal Collection
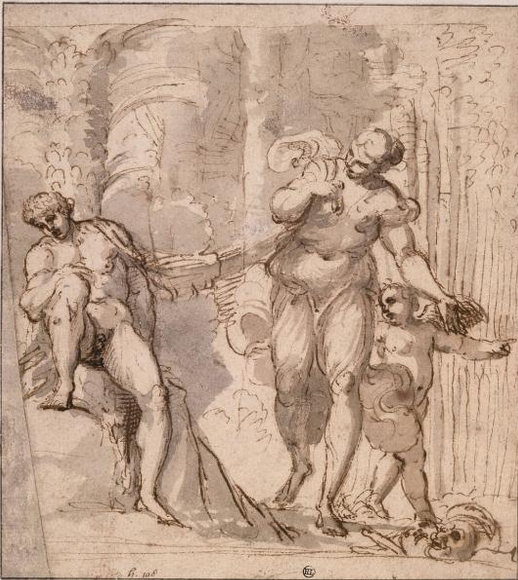
Hercule à la croisée des chemins, Paris, Louvre
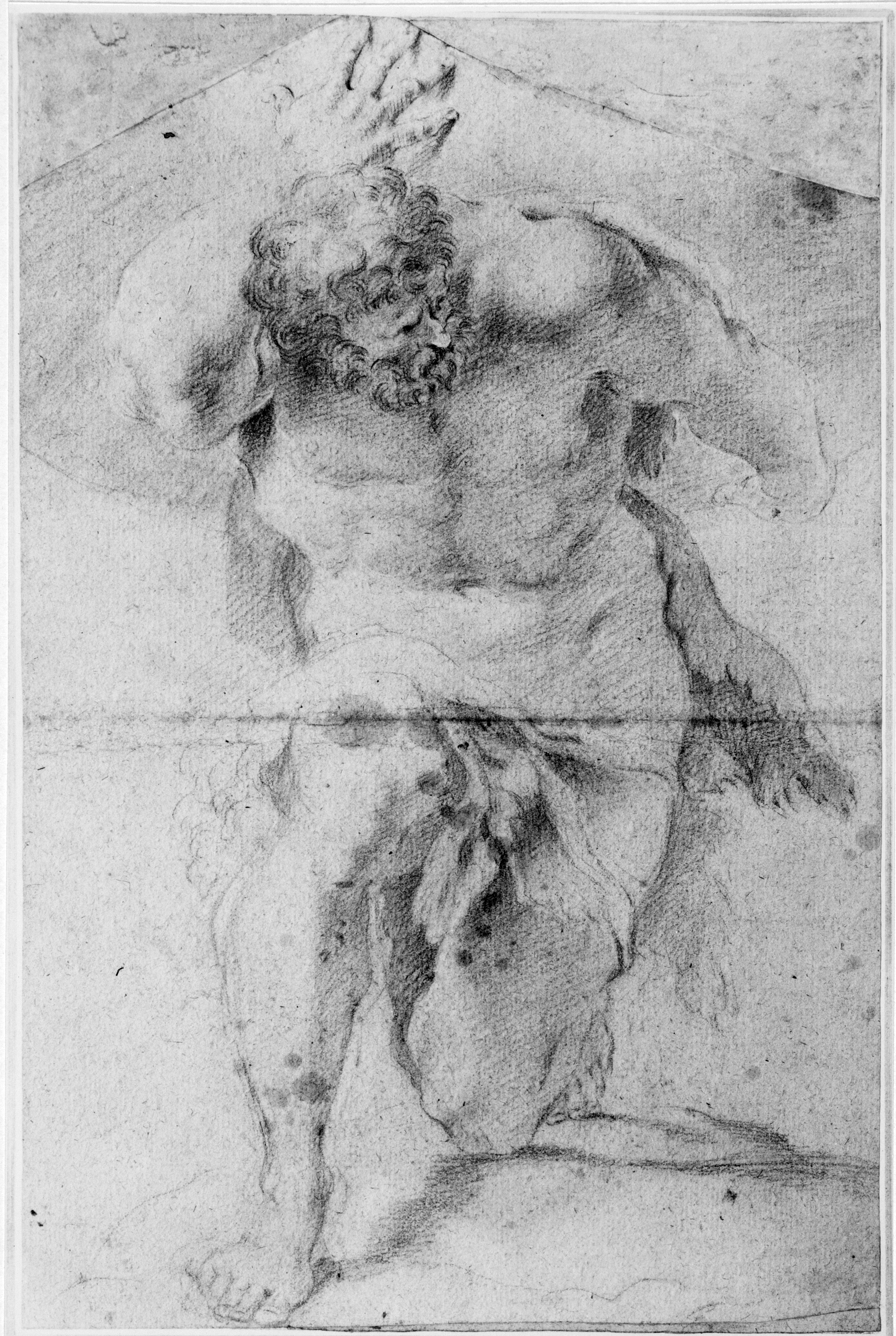
Hercule tenant le globe, Collection privée
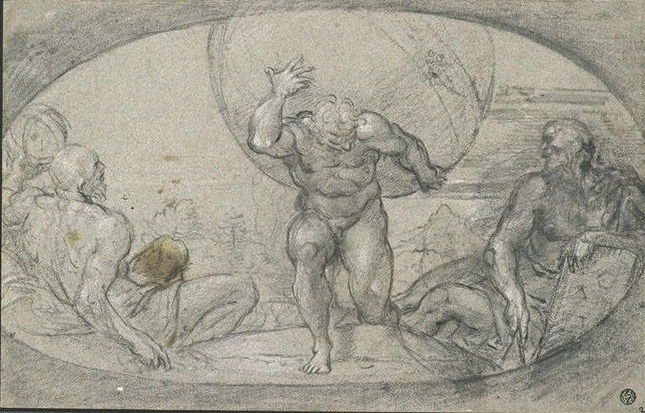
Hercule tenant le globe, Paris, Louvre
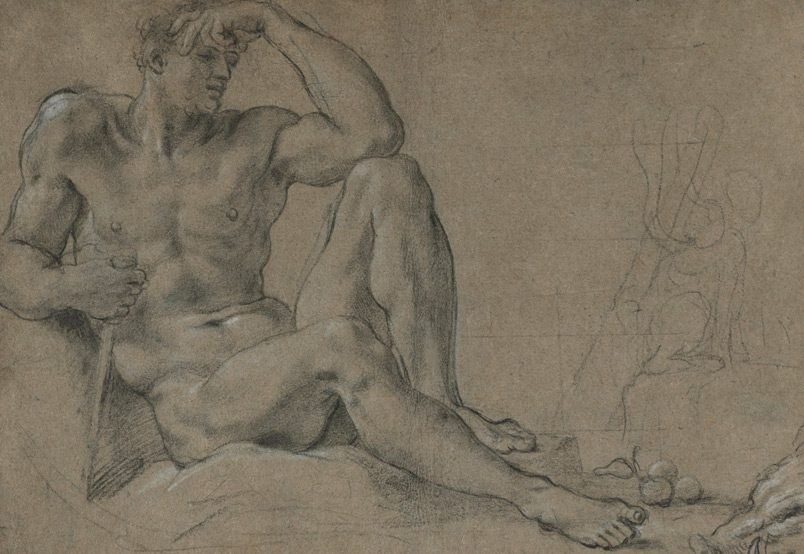
Le repos d'Hercule, Cleveland, Cleveland Museum of Art
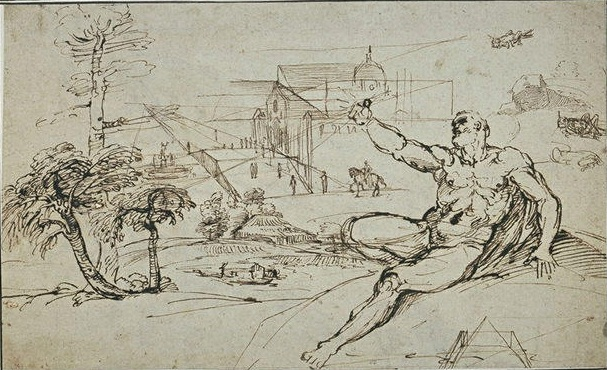
Étude pour La mort d'Hercule, Paris, Louvre
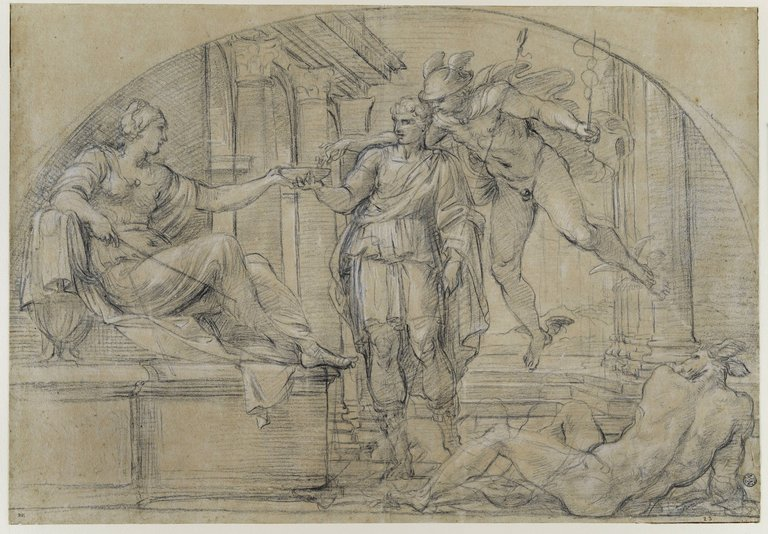
Ulysse et Circé, Paris, Louvre
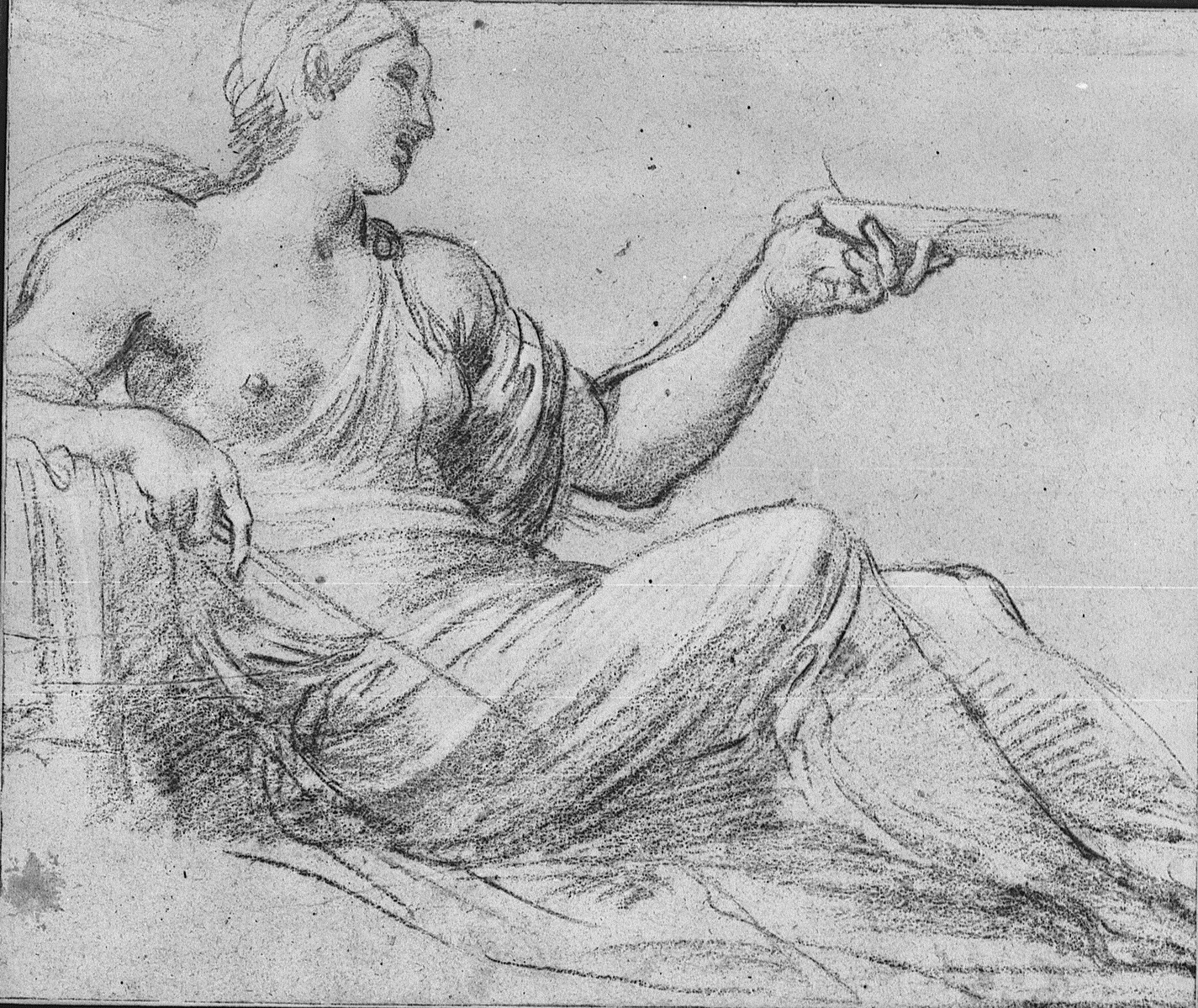
Circé, château de Windsor, Royal Collection
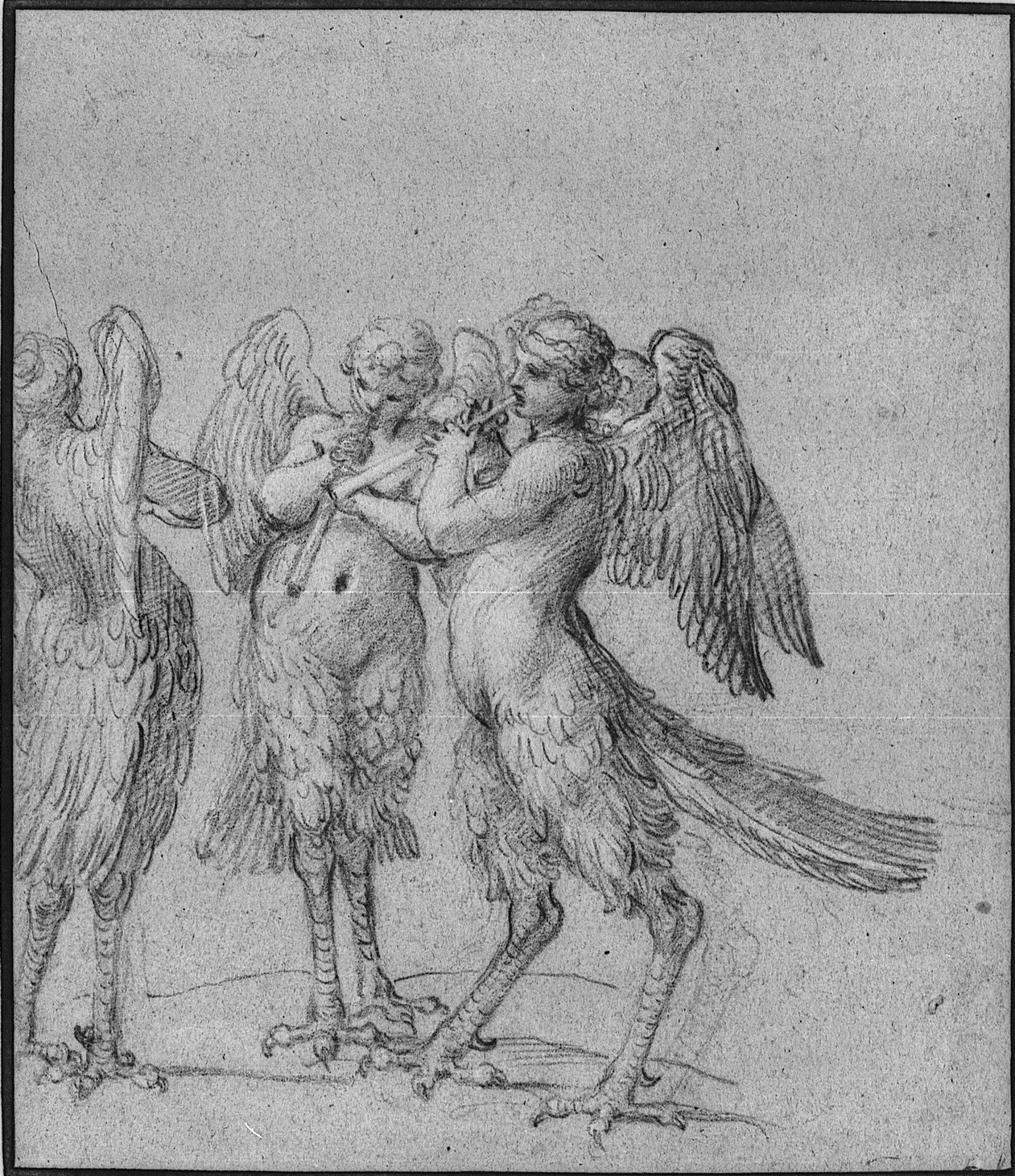
Sirène, château de Windsor, Royal Collection
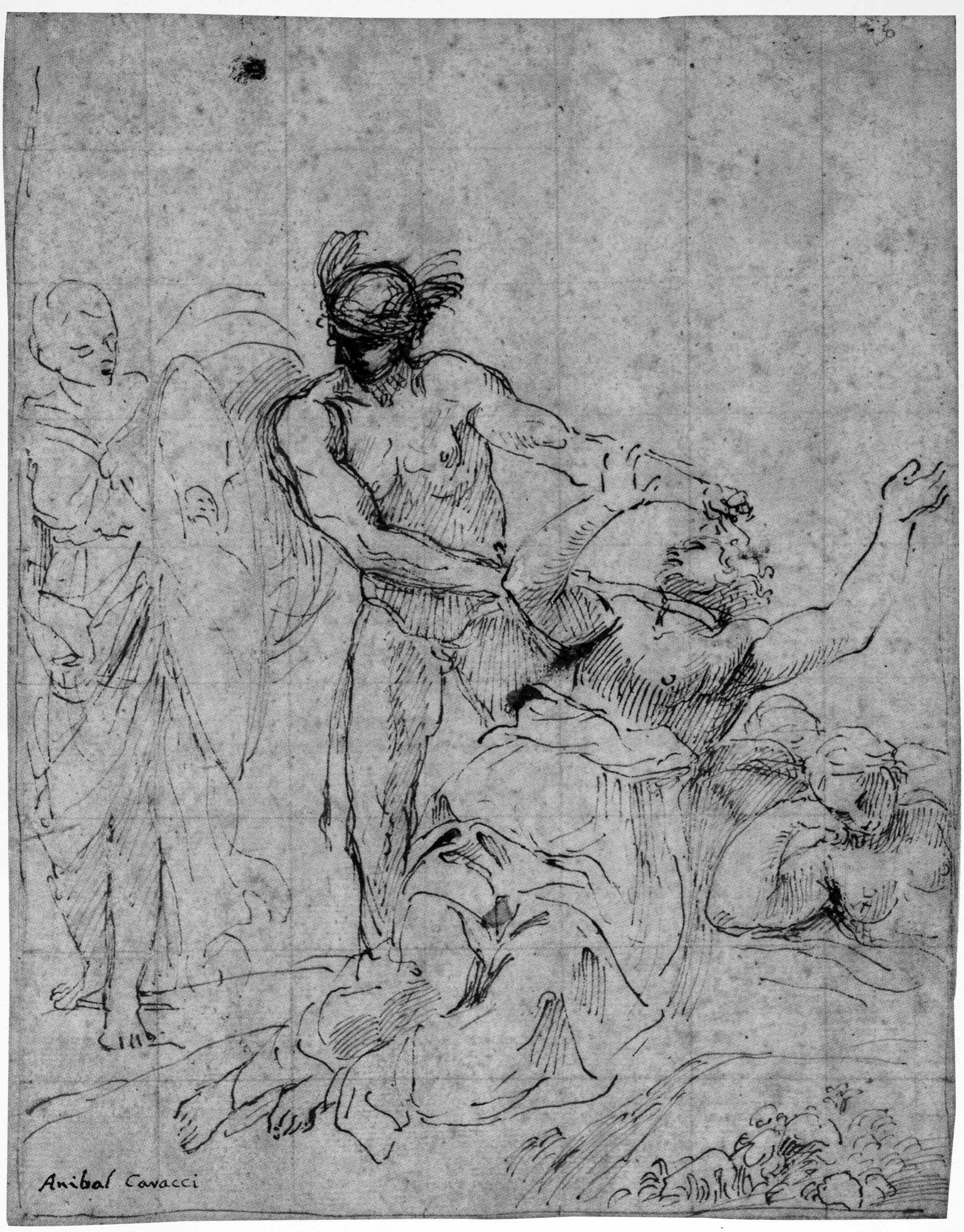
Persée et Méduse, Collection privée
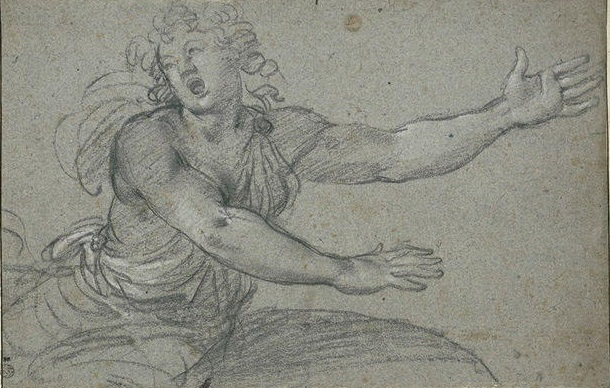
Méduse, Paris, Louvre
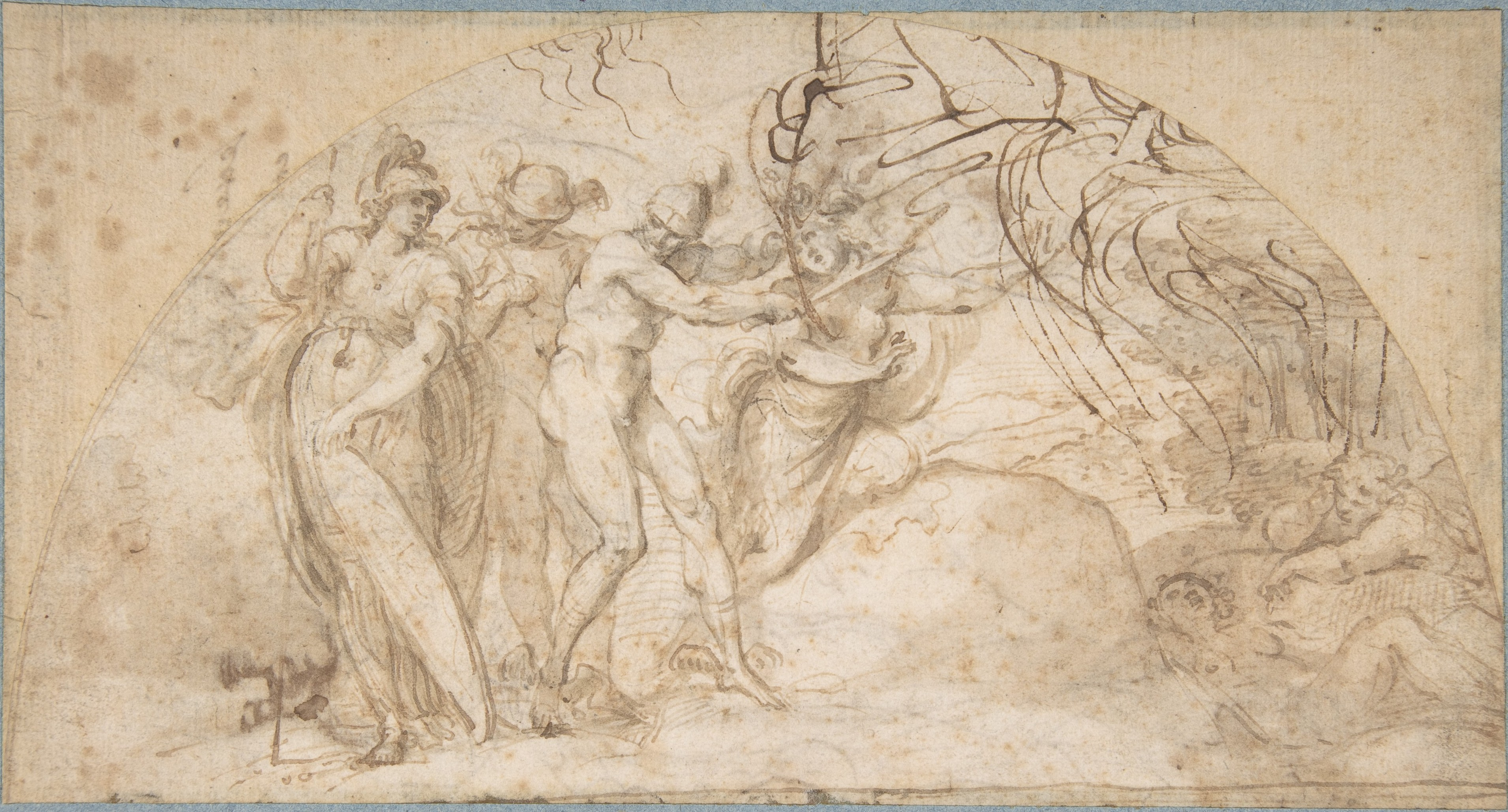
Persée et Méduse, New York, Metropolitan Museum of Art
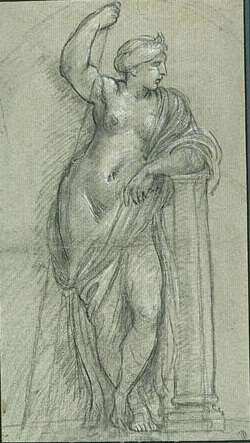
Sécurité, Paris, Louvre]
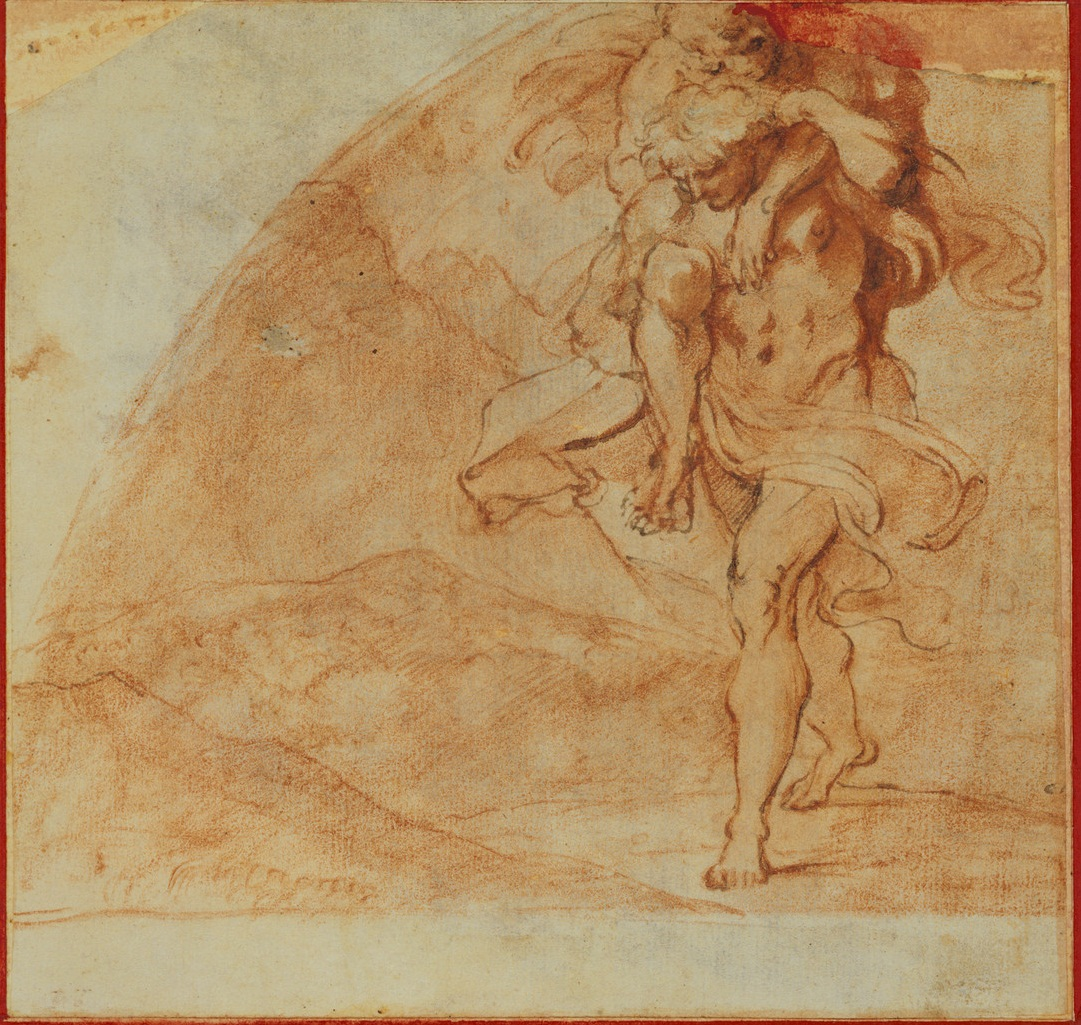
Les frères de Catane, château de Windsor, Royal Collection
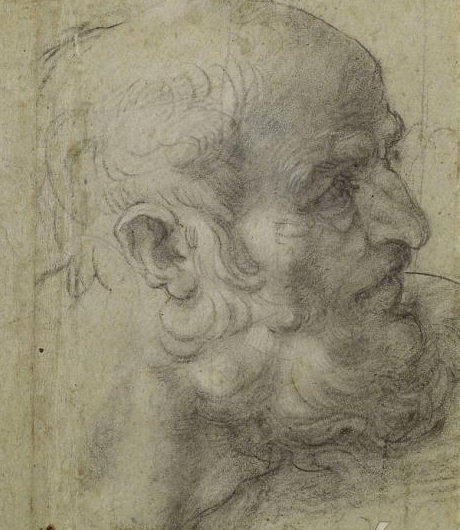
Tête de vieillard (le père des frères de Catane), Paris, Louvre

## État de conservation
L'état de conservation des fresques du Camerino Farnèse n'est pas optimal. La cause des conditions actuelles du cycle est probablement identifiable dans une restauration malavisée, non documentée mais qui peut se situer entre la fin des années 30 et les années 40 du siècle dernier.
Ce sont surtout les finitions sèches des fresques, telles que divers morceaux de végétation et certains détails des représentations, qui ont souffert de cette intervention. Ainsi, par exemple, l'ombre projetée par le gouvernail sur le navire, dans la scène avec Ulysse et les sirènes, n'est plus visible aujourd'hui et, toujours dans la même scène, les ailes de la sirène centrale ont disparu. Le bel effet de la tête de Méduse reflétée dans le bouclier de Minerve, dans la lunette avec la décapitation de la Gorgone, est à peine visible aujourd'hui. Les restaurations ultérieures du Camerino n'ont pas pu remédier à ces défauts irréversibles.
Une série de photographies prises en 1934 par le studio Anderson (fondé à Rome à la fin du XIXe siècle par James Anderson et poursuivi par son fils Domenico), l'un des premiers à se consacrer à la reproduction photographique du patrimoine artistique romain constitue un document précieux qui illustre l'état des tableaux avant leur compromission.

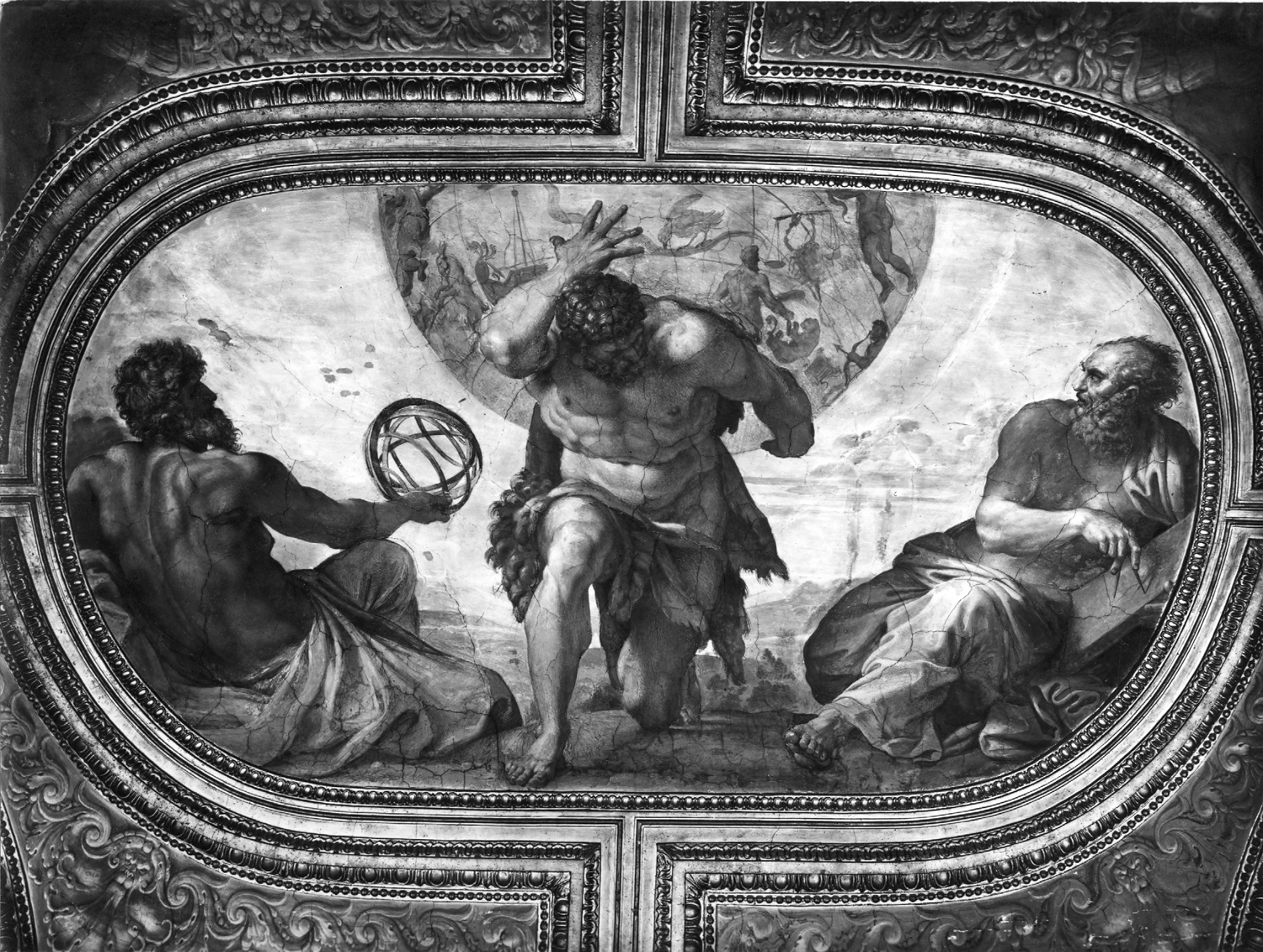
Hercule portant le globe
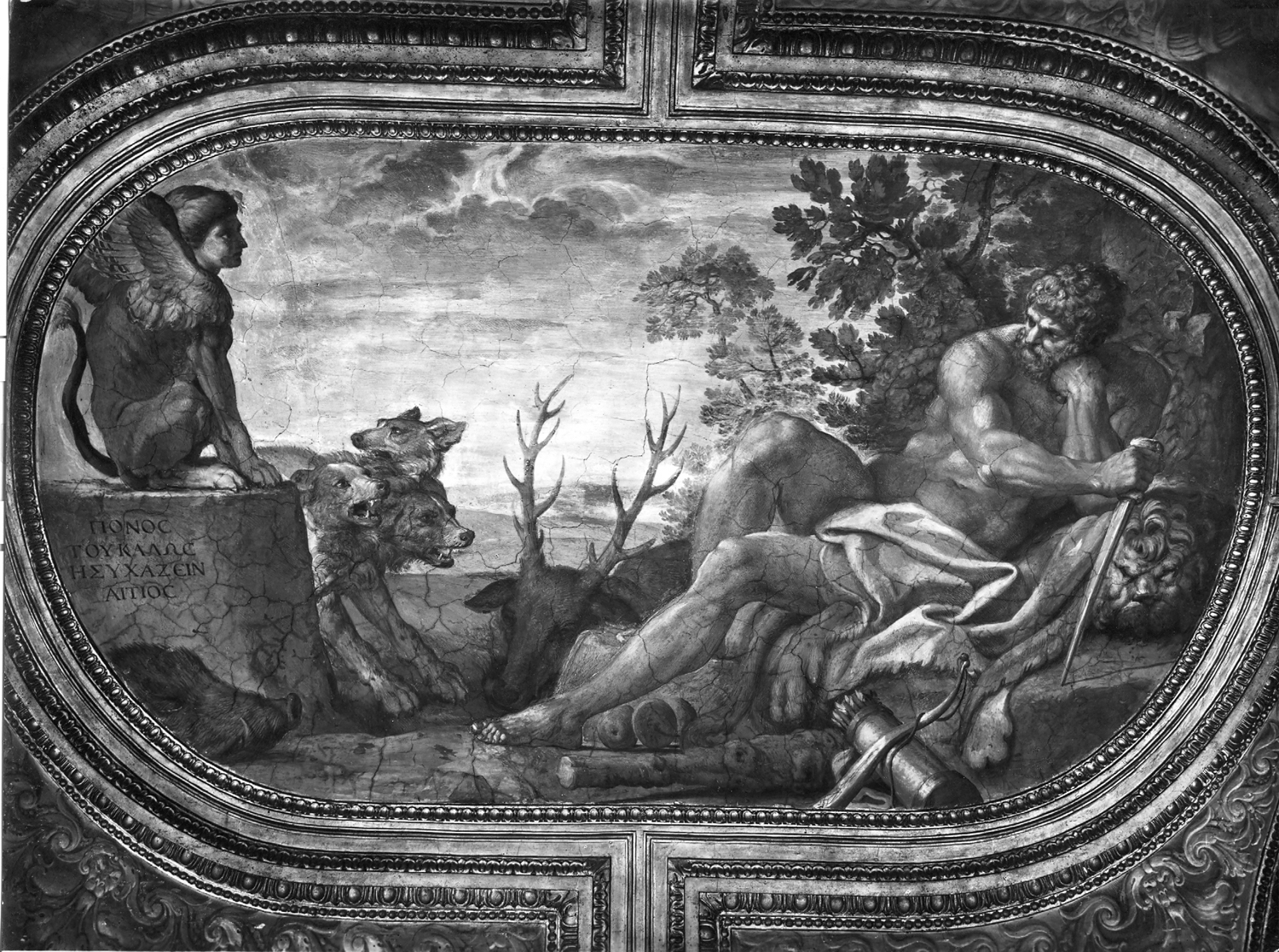
Le repos d'Hercule
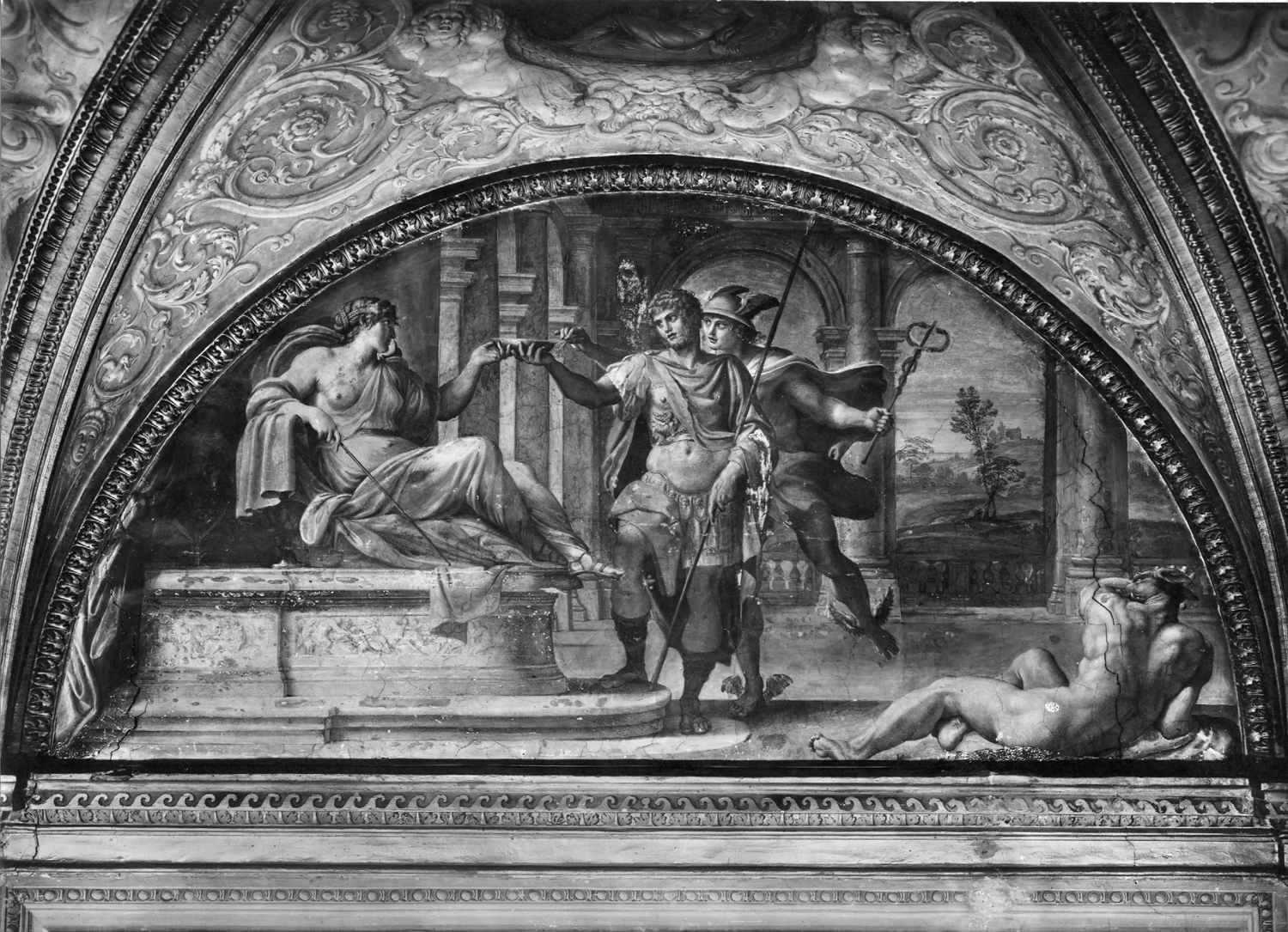
Ulysse et Circé
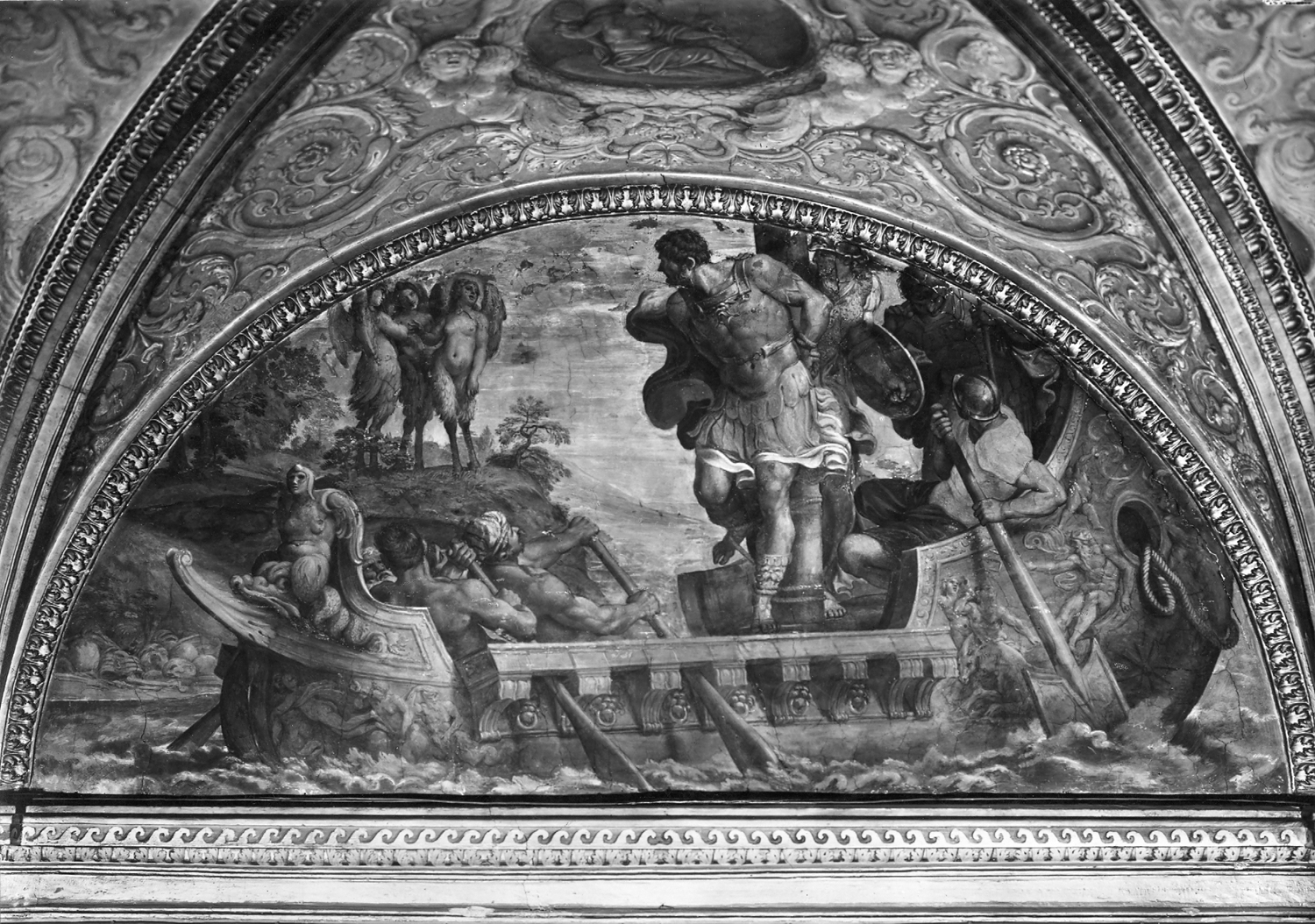
Ulysse et les sirènes
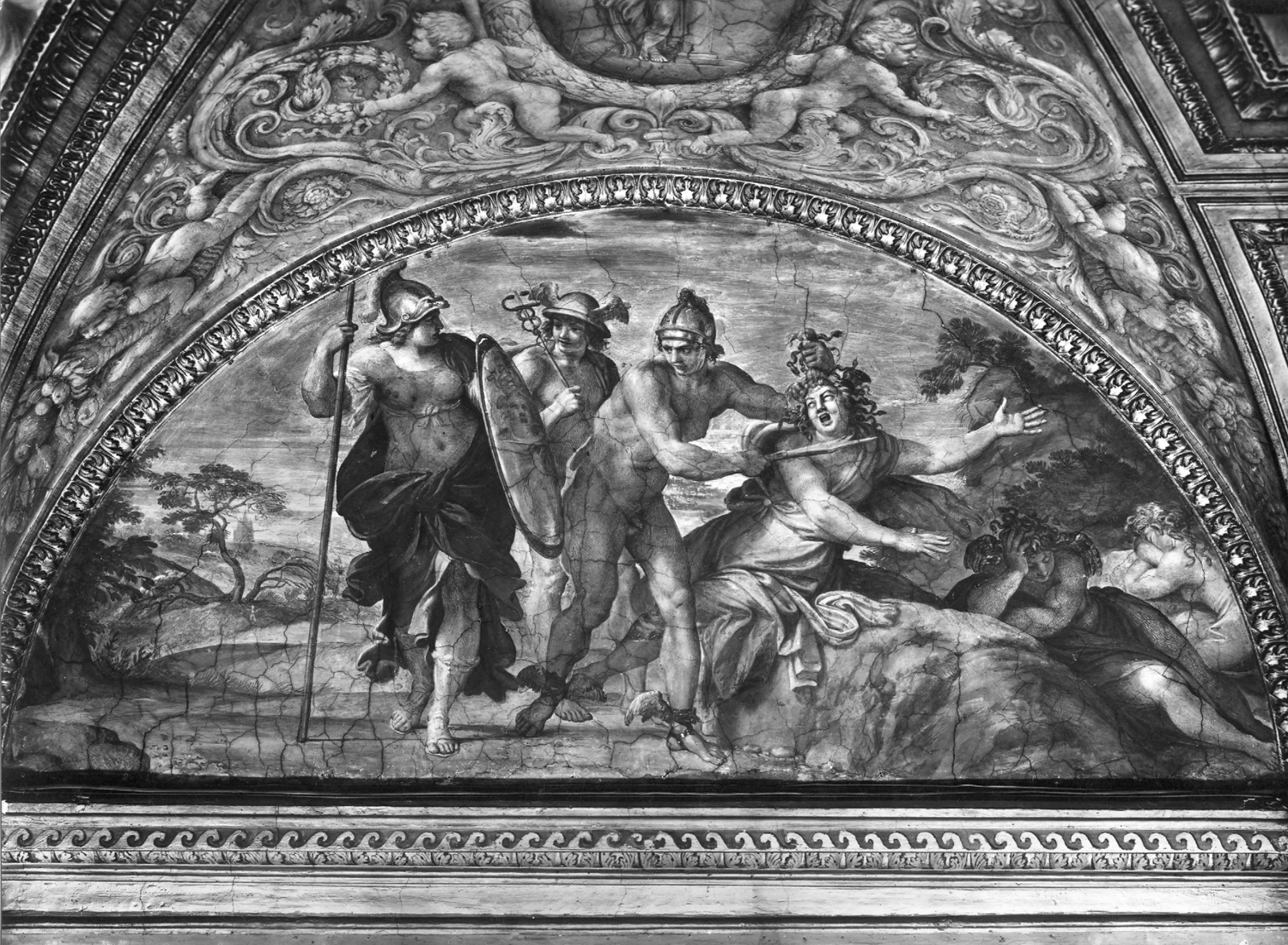
Perseée et Méduse
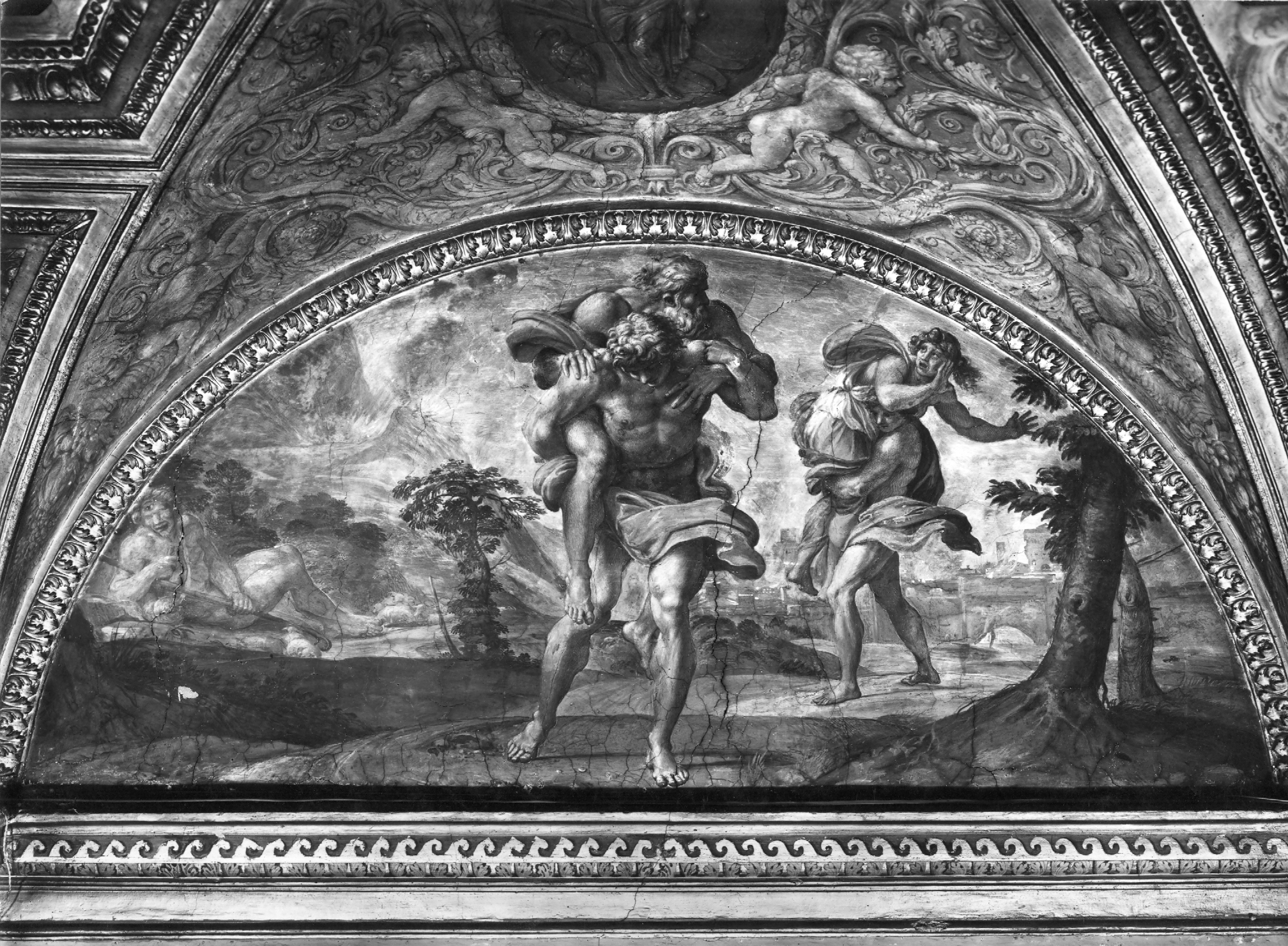
Les frères de Catane

## Gravures
Deux importantes séries de gravures ont été tirées des fresques du Camerino au XVIIe siècle. La première est due au Français Nicolas Mignard, qui séjourna quelque temps au palais Farnèse, et fut imprimée à Avignon en 1637 . La seconde a été créée, quelques décennies plus tard, par Pietro Aquila et incluse dans le volume Imagines Farnesiani Cubiculi Cum Ipsarum Monocromatibus Et Ornamentis Romae in Aedibus Sereniss. Ducis Parmensis Ab Annibale Carraccio Aernitati Pictae a Petro Aqulia delineatae incisae, imprimé à Rome à la célèbre chalcographie De 'Rossi.
La série de Mignard ne comprend que six estampes tirées des scènes narratives des fresques : il manque étrangement la reproduction de l'ovale avec Hercule tenant le globe. Pietro Aquila a gravé toutes les représentations narratives du Camerino, ainsi que divers détails de la décoration en faux stuc du plafond, pour un total de douze gravures tirées des fresques d'Annibale.

### Série de Nicolas Mignard

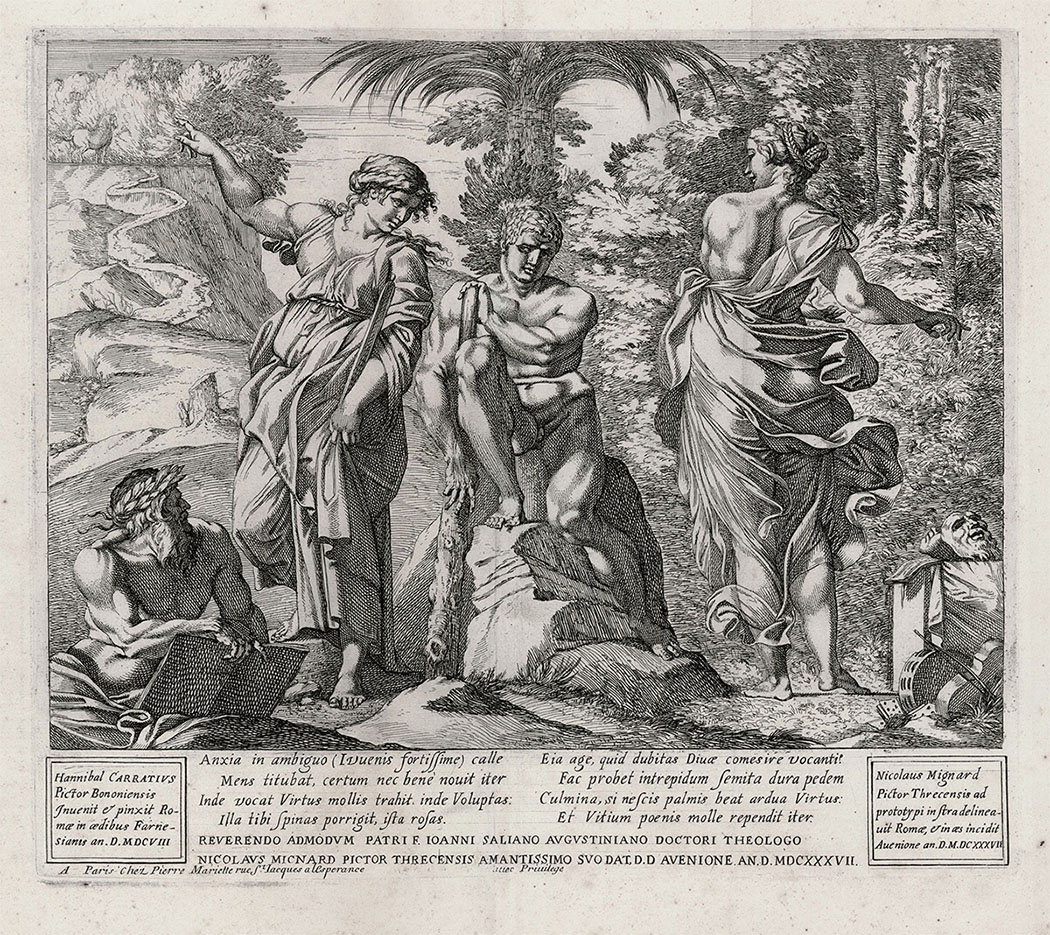
Hercule à la croisée des chemins
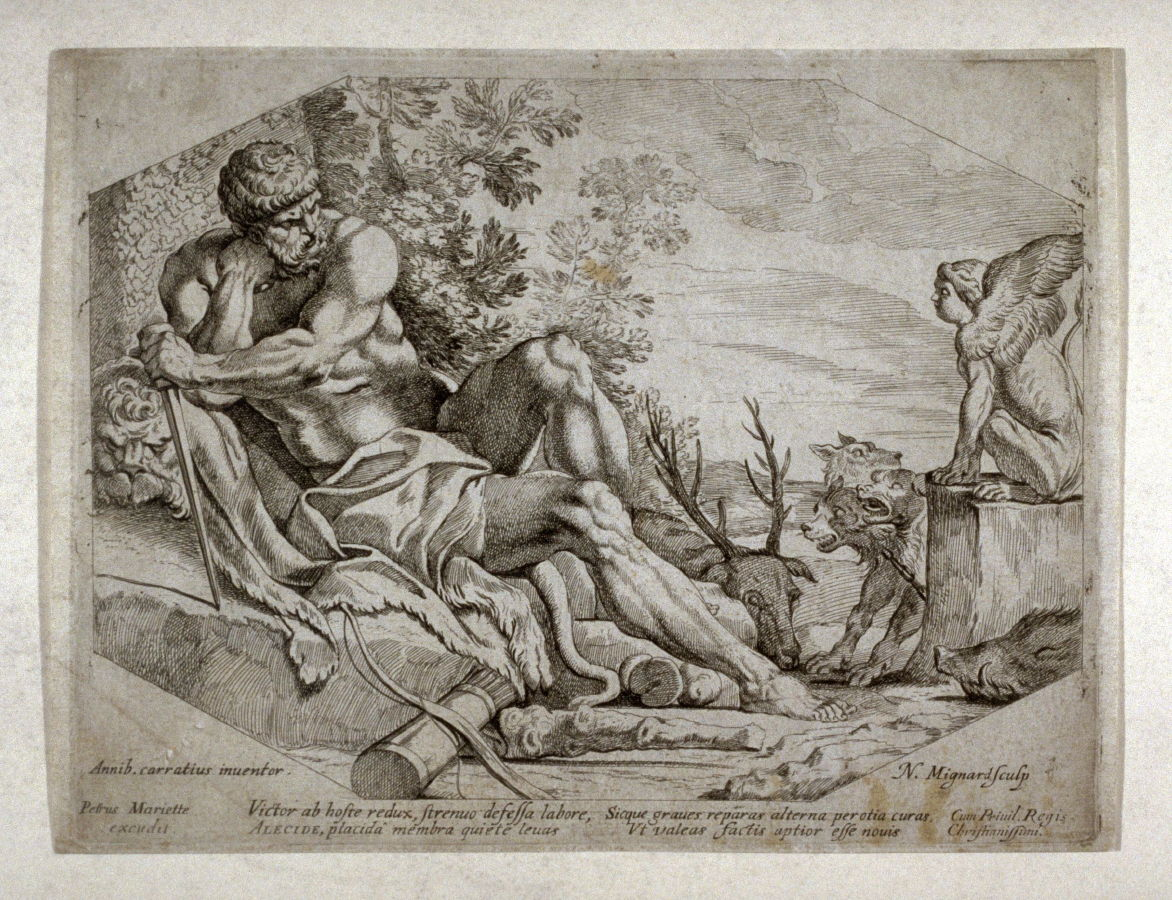
Le repos d'Hercule
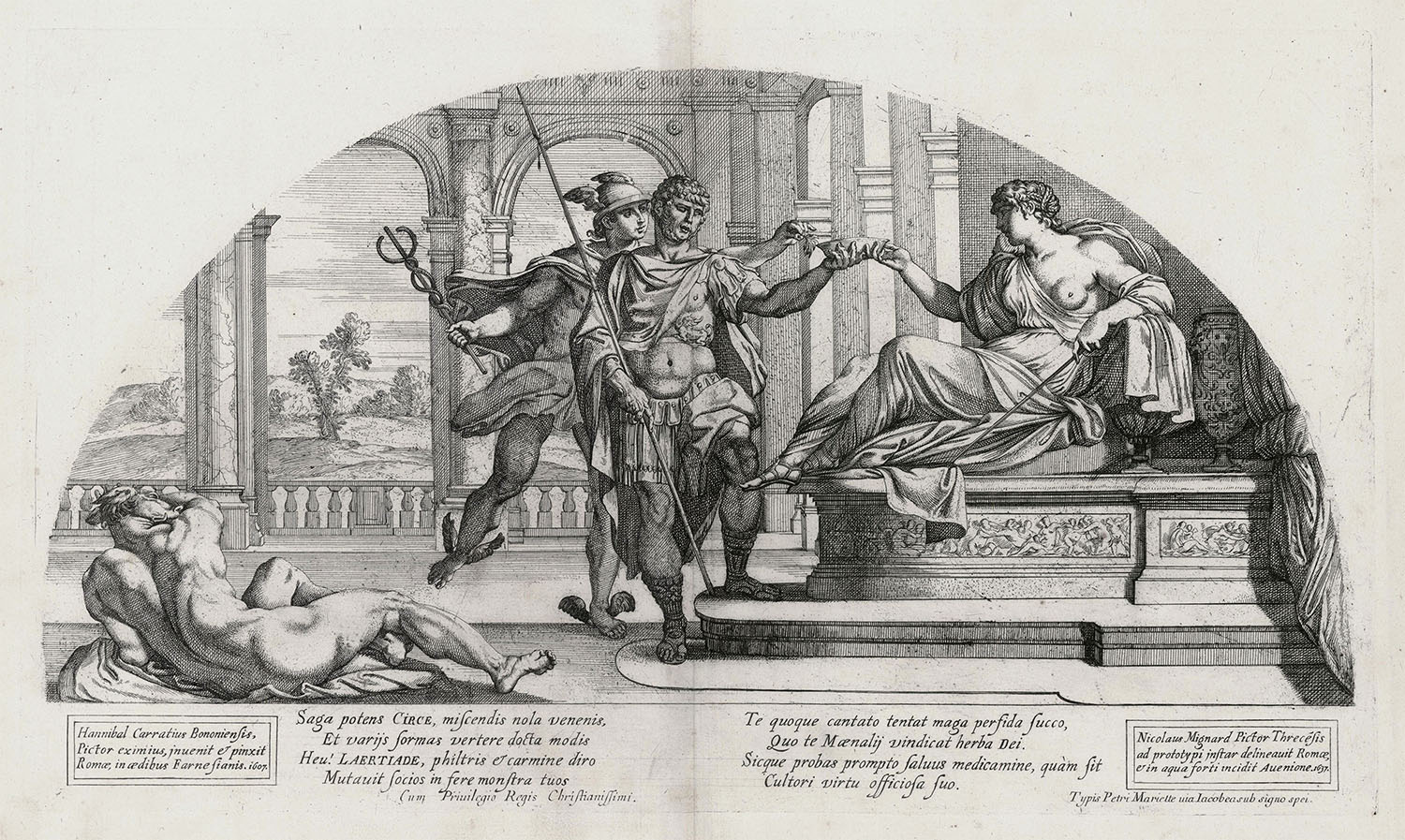
Ulysse et Circé
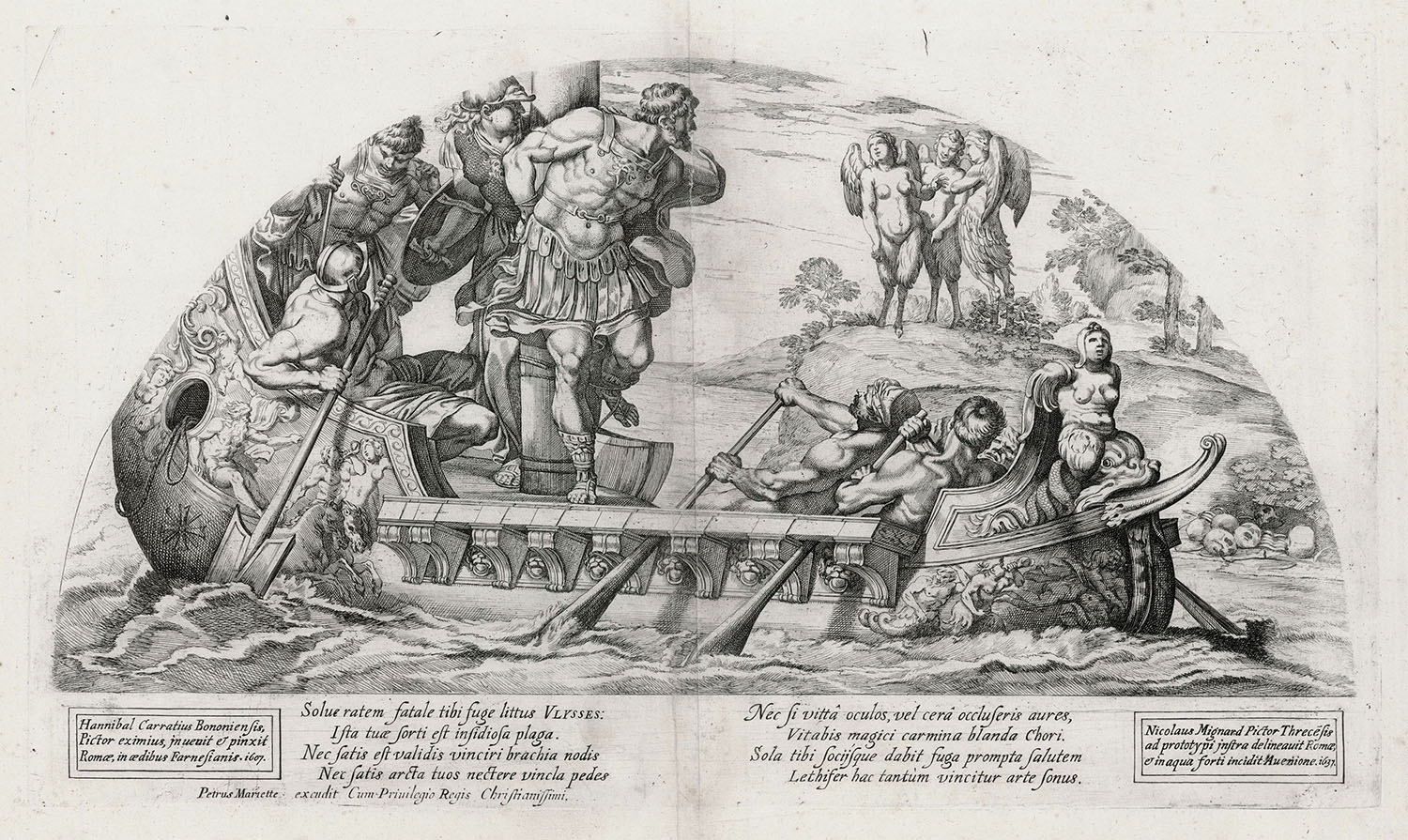
Ulysse et les sirènes
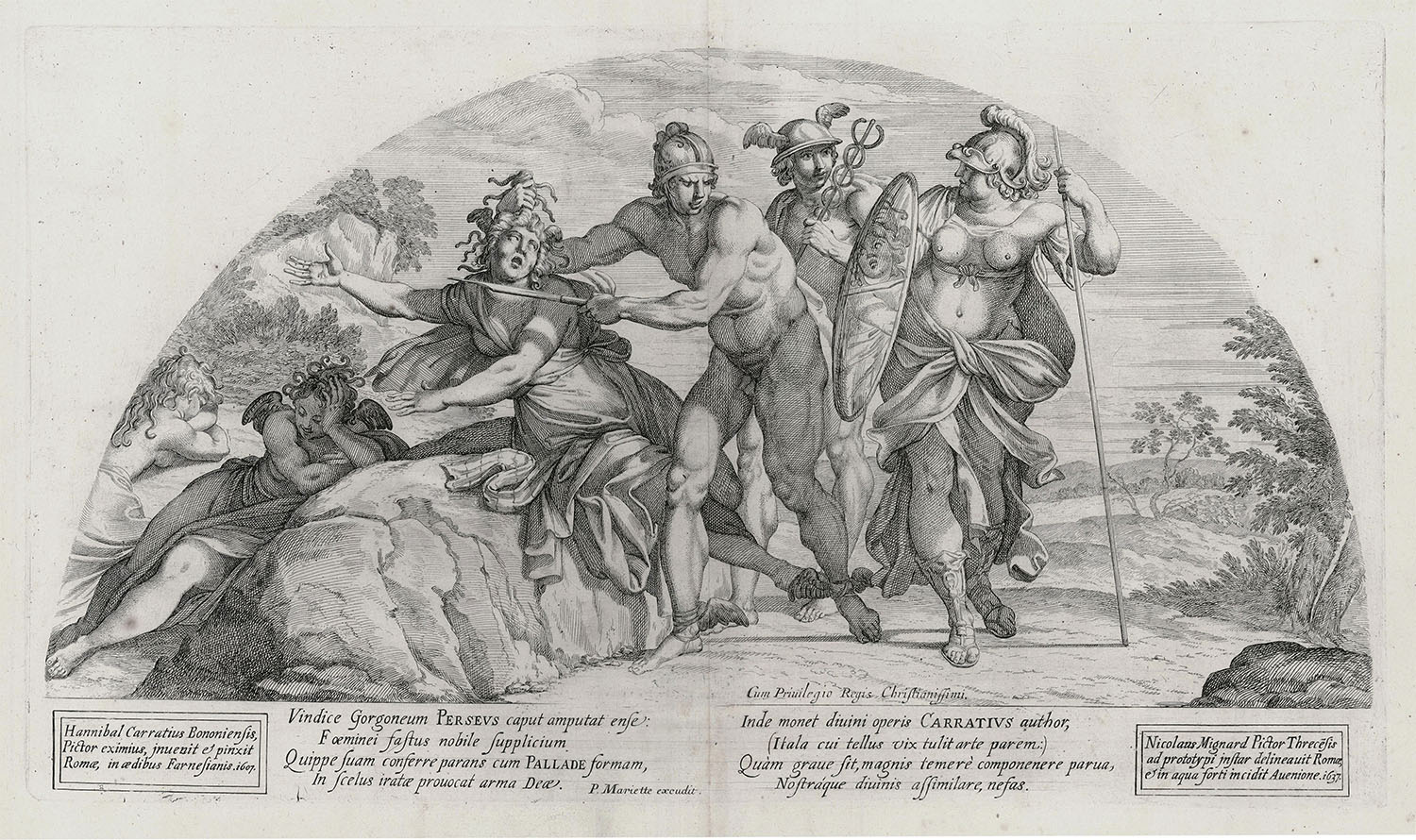
Persée et Méduse
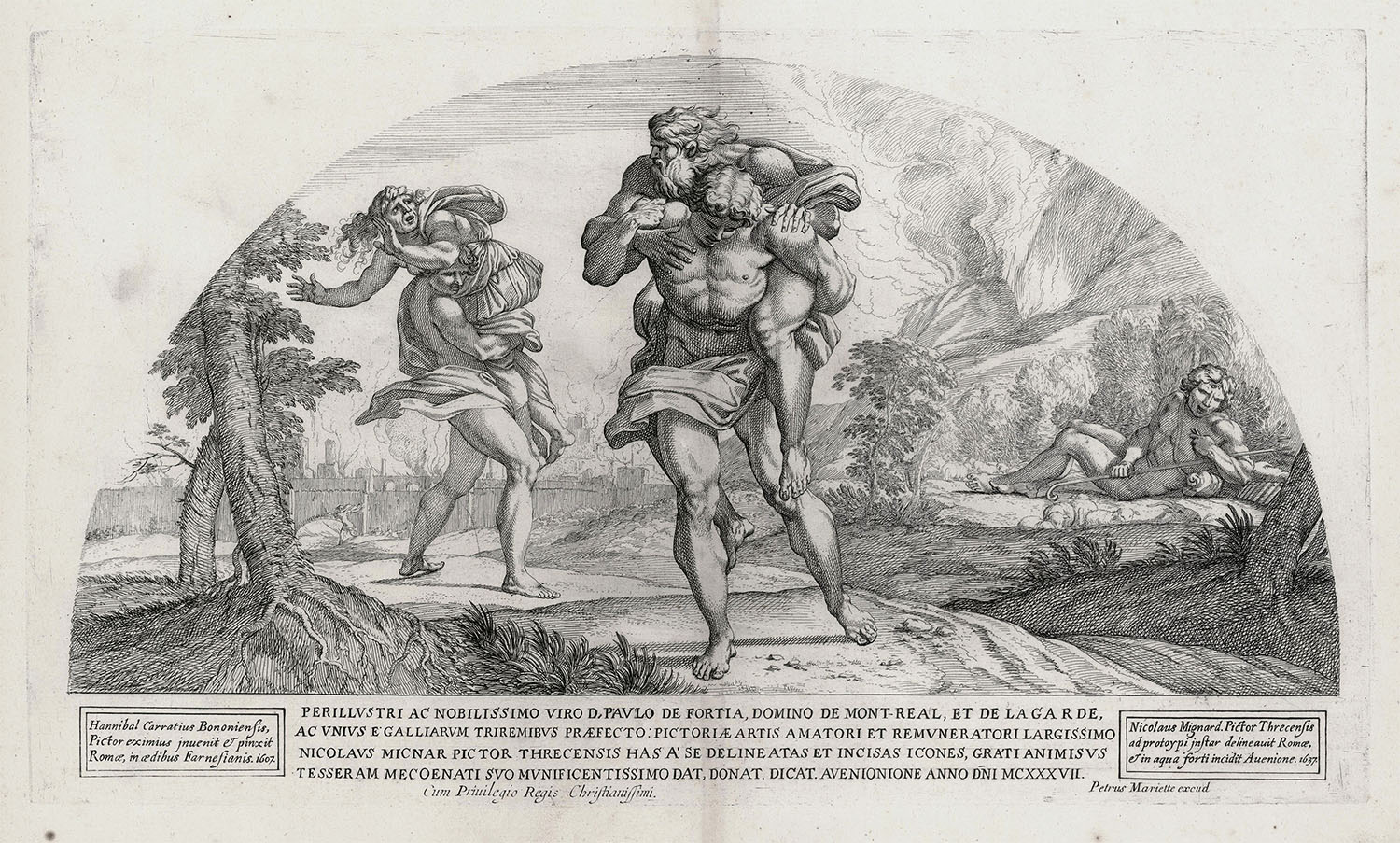
Les frères de Catane

### Série de Pietro Aquila

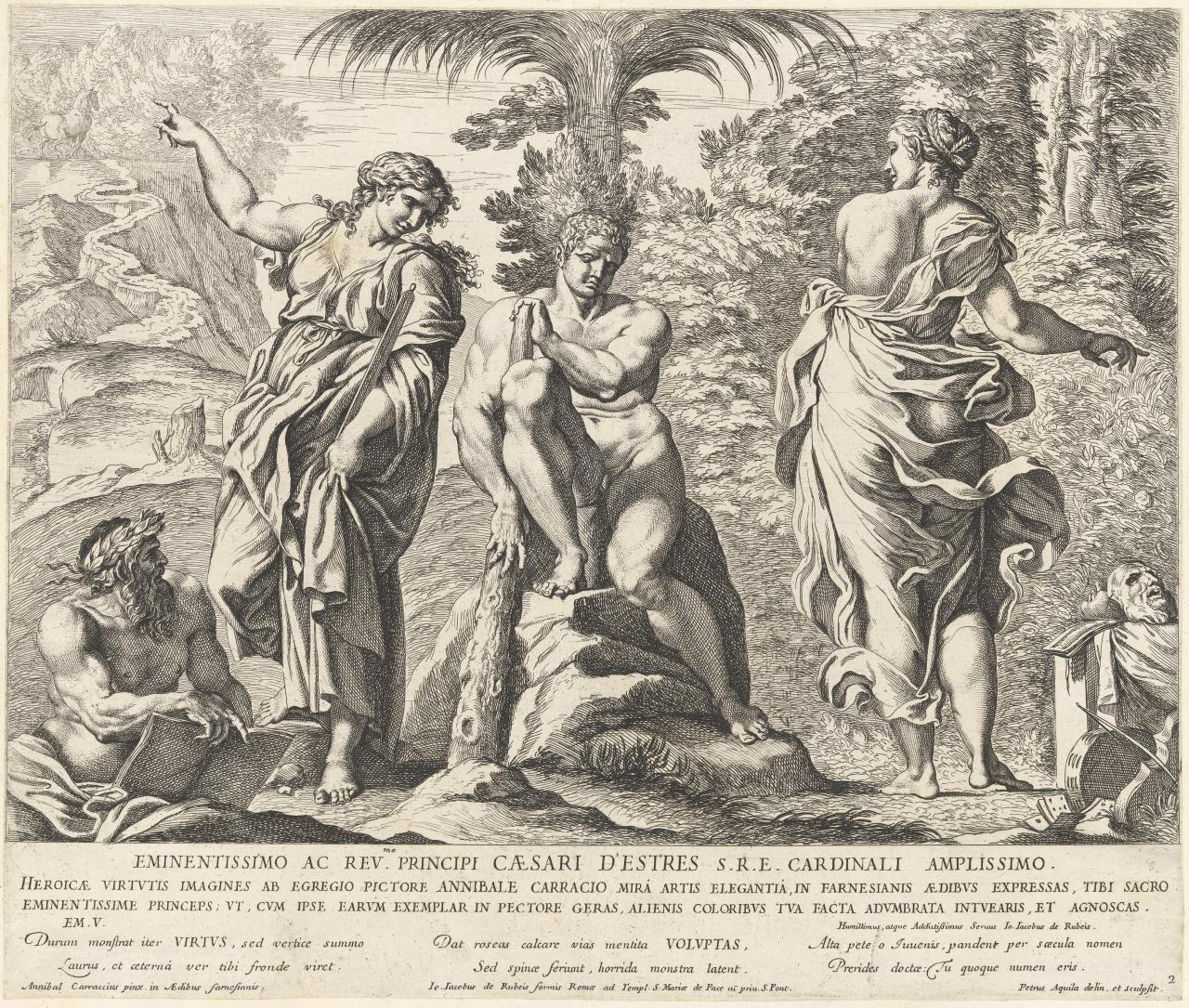
Hercule à la croisée des chemins
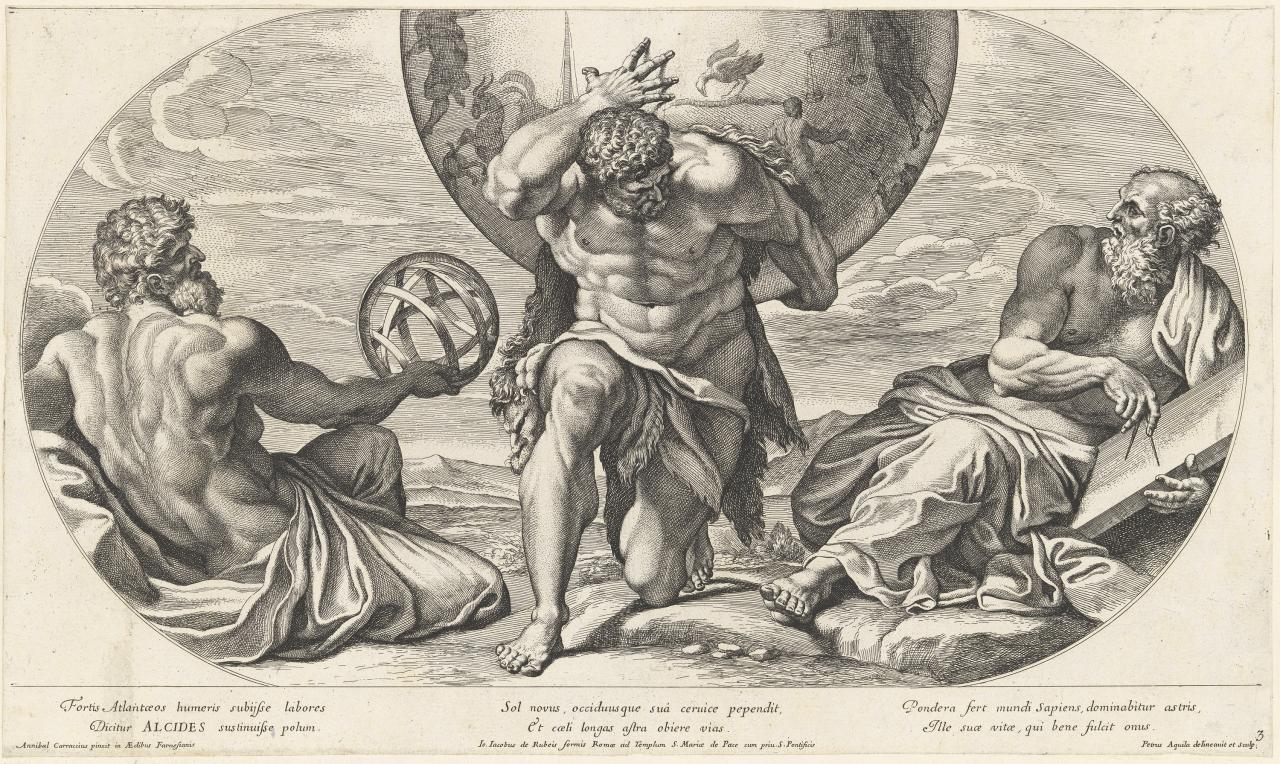
Hercule portant le globe
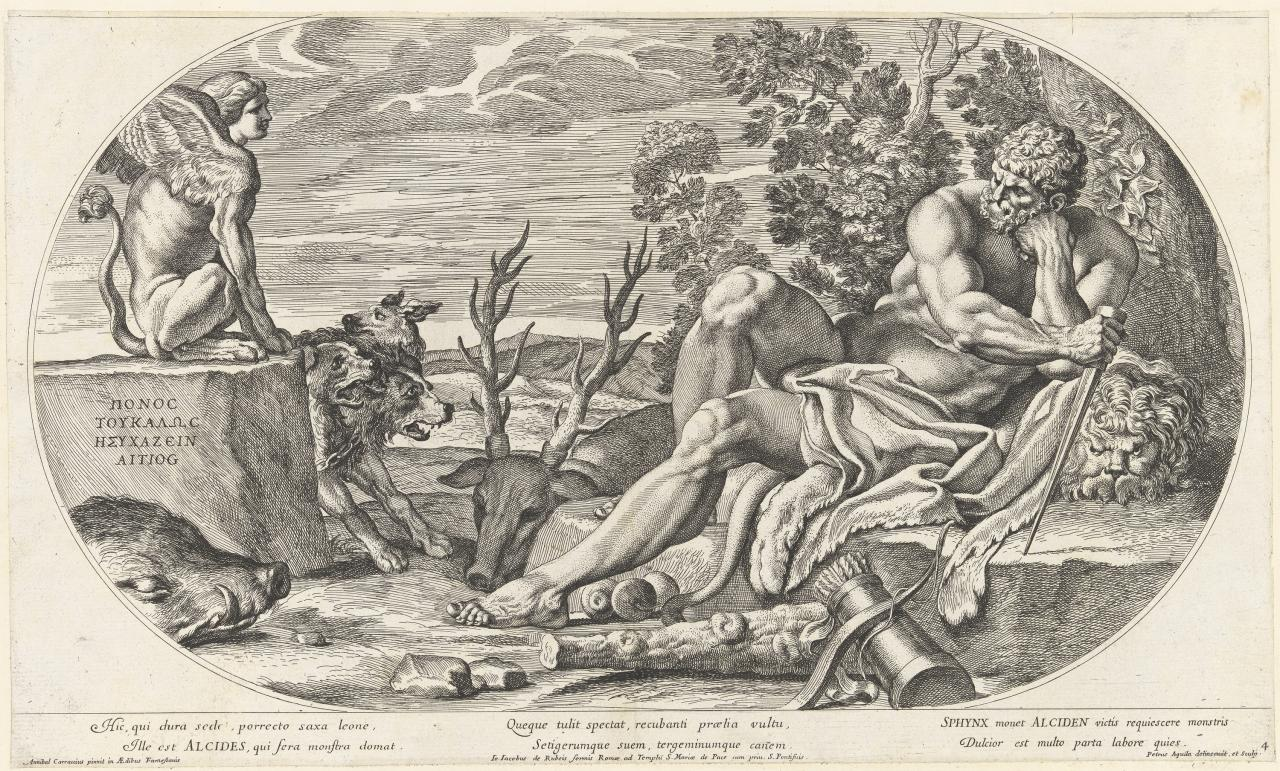
Le repos d'Hercule
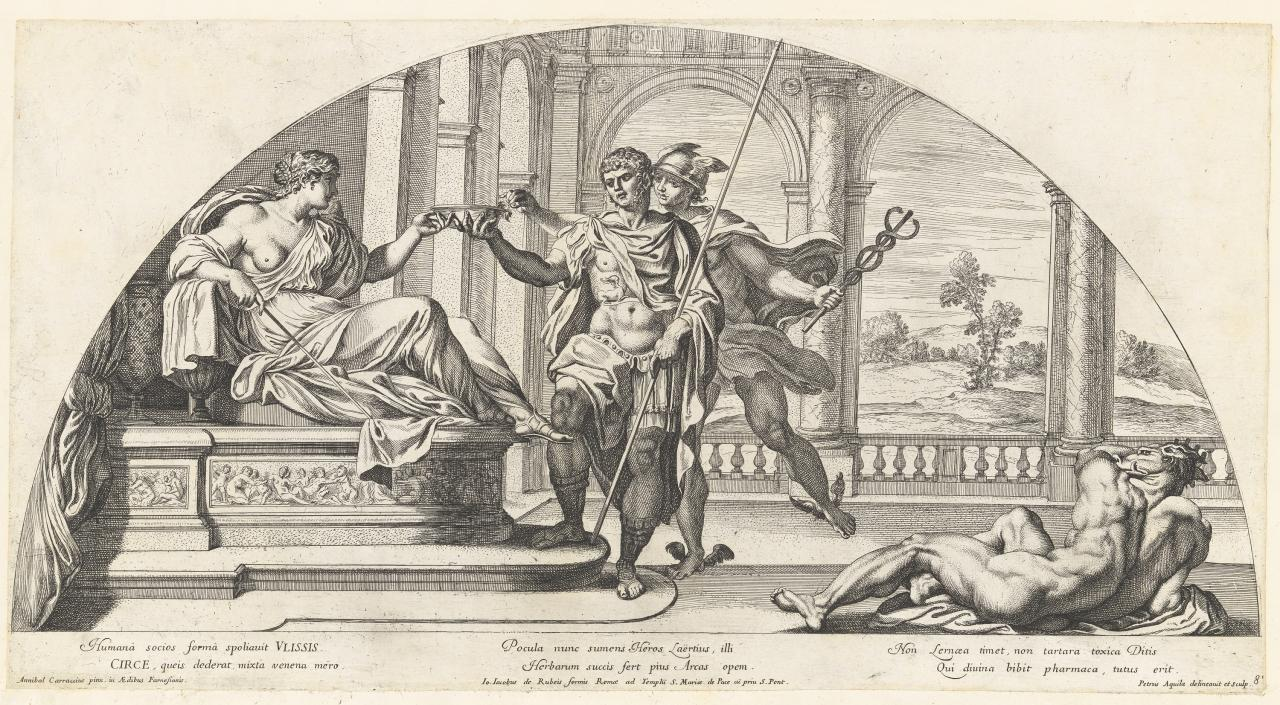
Ulysse et Circé
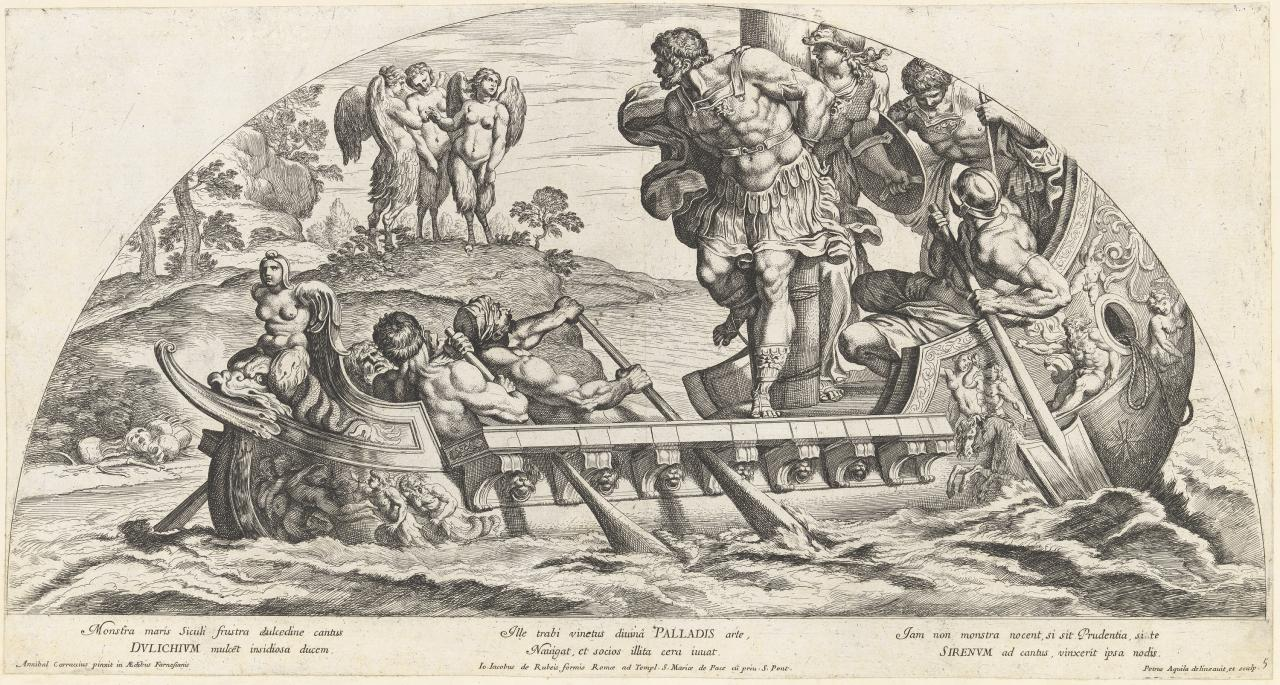
Ulysse et les sirènes
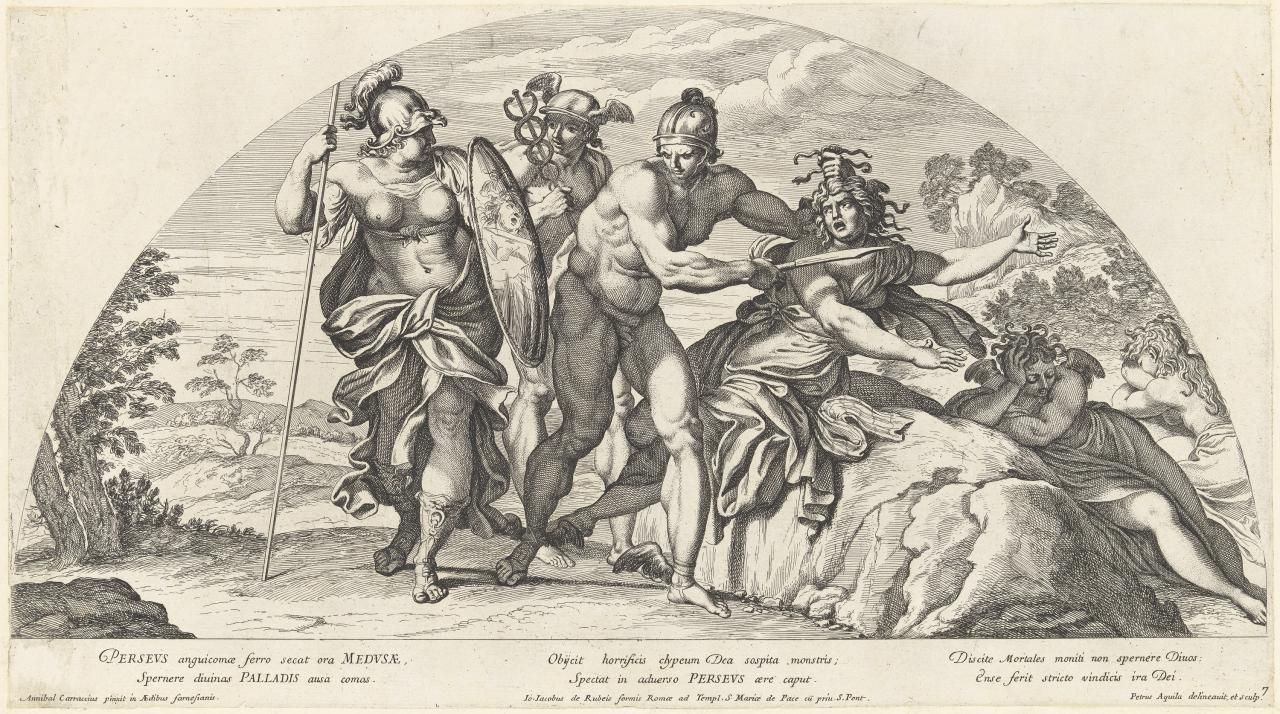
Persée et Méduse
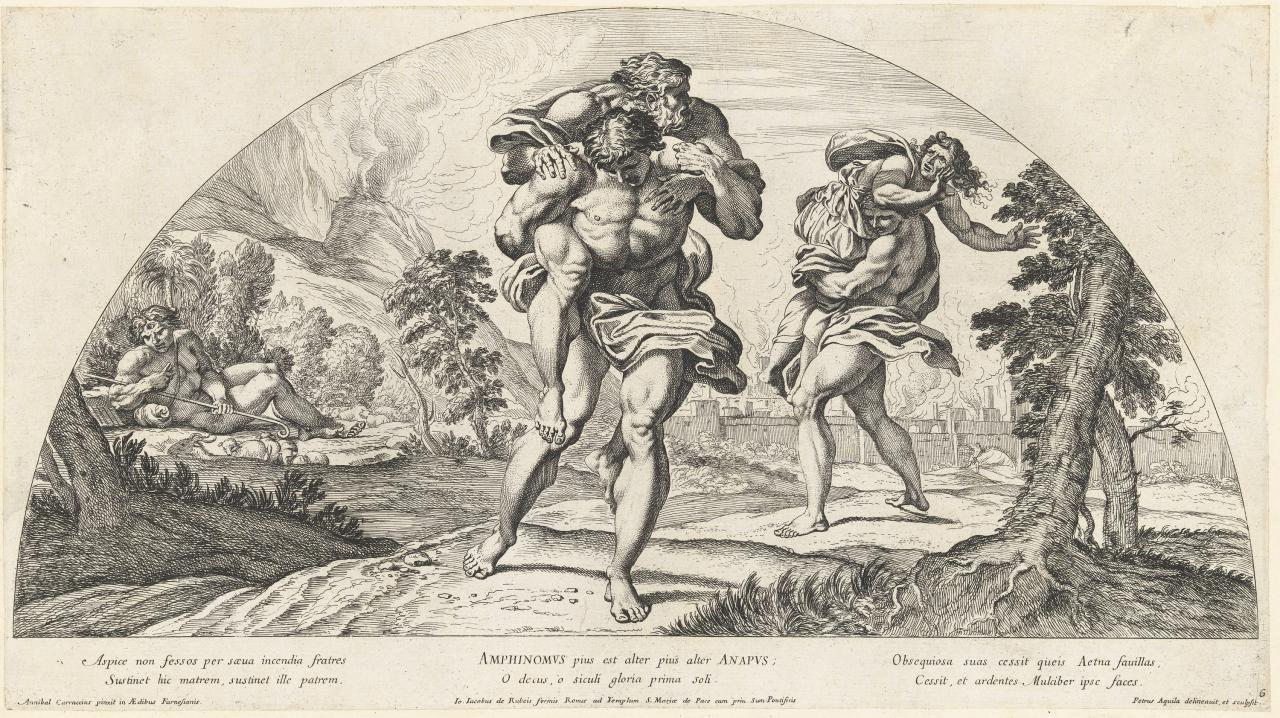
Les frères de Catane

Travaux d’Hercule et autres détails
Mort et Enfance d’Hercule et autres détails
Victoires ailées et Vertus
Intelligence, Chasteté et Célébrité
Vertus